# Église Saint-Pierre de Duvy
Pour les articles homonymes, voir Église Saint-Pierre.
L'église Saint-Pierre est une église catholique paroissiale située à Duvy, en France. C'est, depuis les remaniements à la fin du XVe siècle, une église à double vaisseau se terminant par un chevet plat, qui est majoritairement de style gothique flamboyant. Son architecture est assez rustique. Seulement le collatéral est voûté. L'église possède l'un des clochers romans les plus anciens de la région, qui remonte à la fin du XIe siècle. Il occupe une position inhabituelle devant le chevet, et sa base n'est pas visible depuis l'intérieur de l'église. Le portail des alentours de 1160 est caché par un porche ; un second portail assez remarquable de style flamboyant est aujourd'hui bouché. L'édifice a été inscrit au titre des monuments historiques par arrêté du 14 avril 1954, y compris le cimetière qui l'entoure, et bénéficié d'une restauration complète à la fin du XXe et au début du XXIe siècle. Son ensemble de mobilier des XVIIe et XVIIIe siècles est encore presque au complet, et confère à l'église un cachet d'authenticité devenu rare aujourd'hui. Depuis la Révolution française, Duvy est rattaché à la paroisse de Crépy-en-Valois. Les messes dominicales sont célébrées en l'église Saint-Pierre irrégulièrement, environ une fois par trimestre.

## Localisation

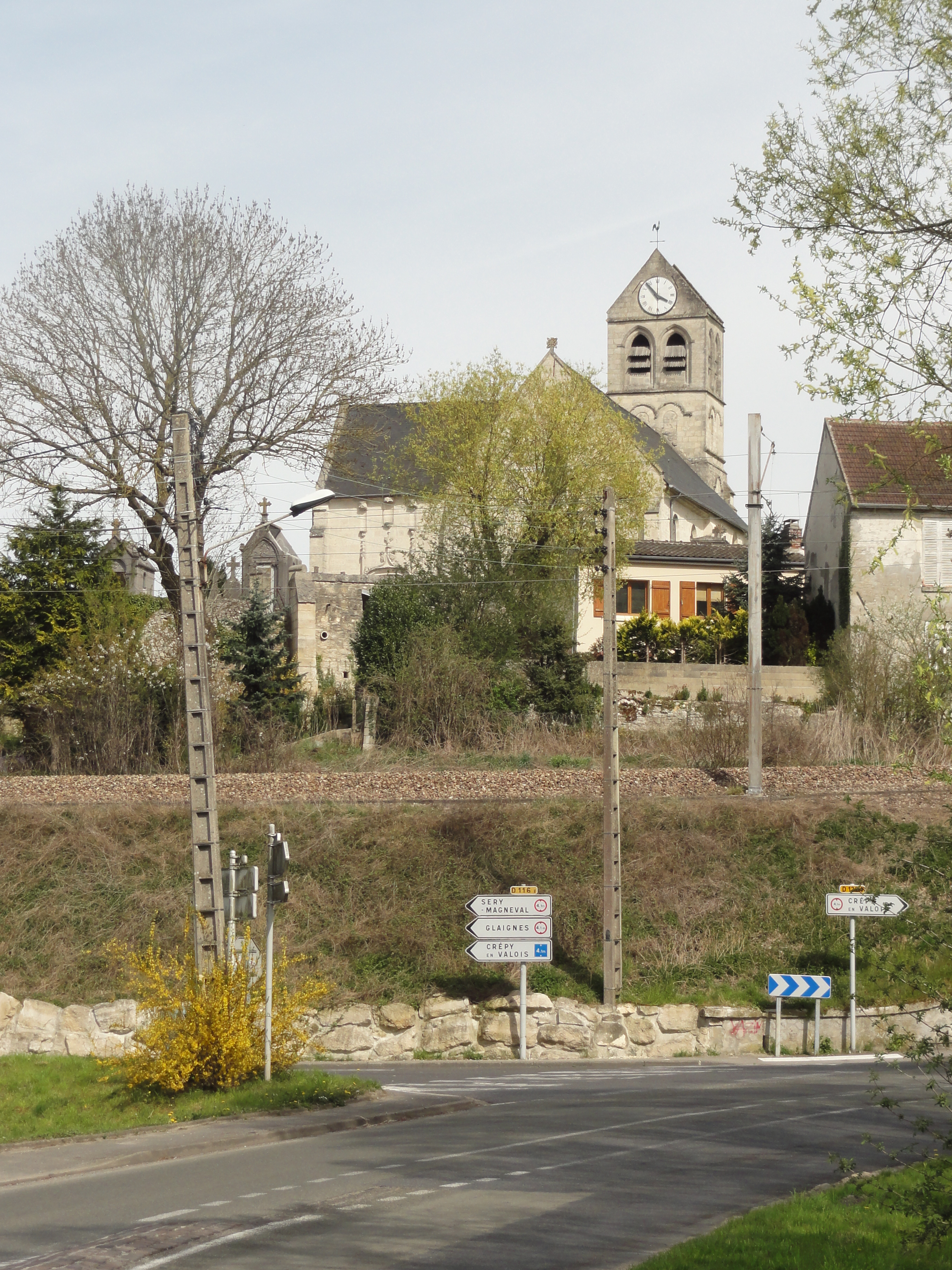
Vue depuis le village.

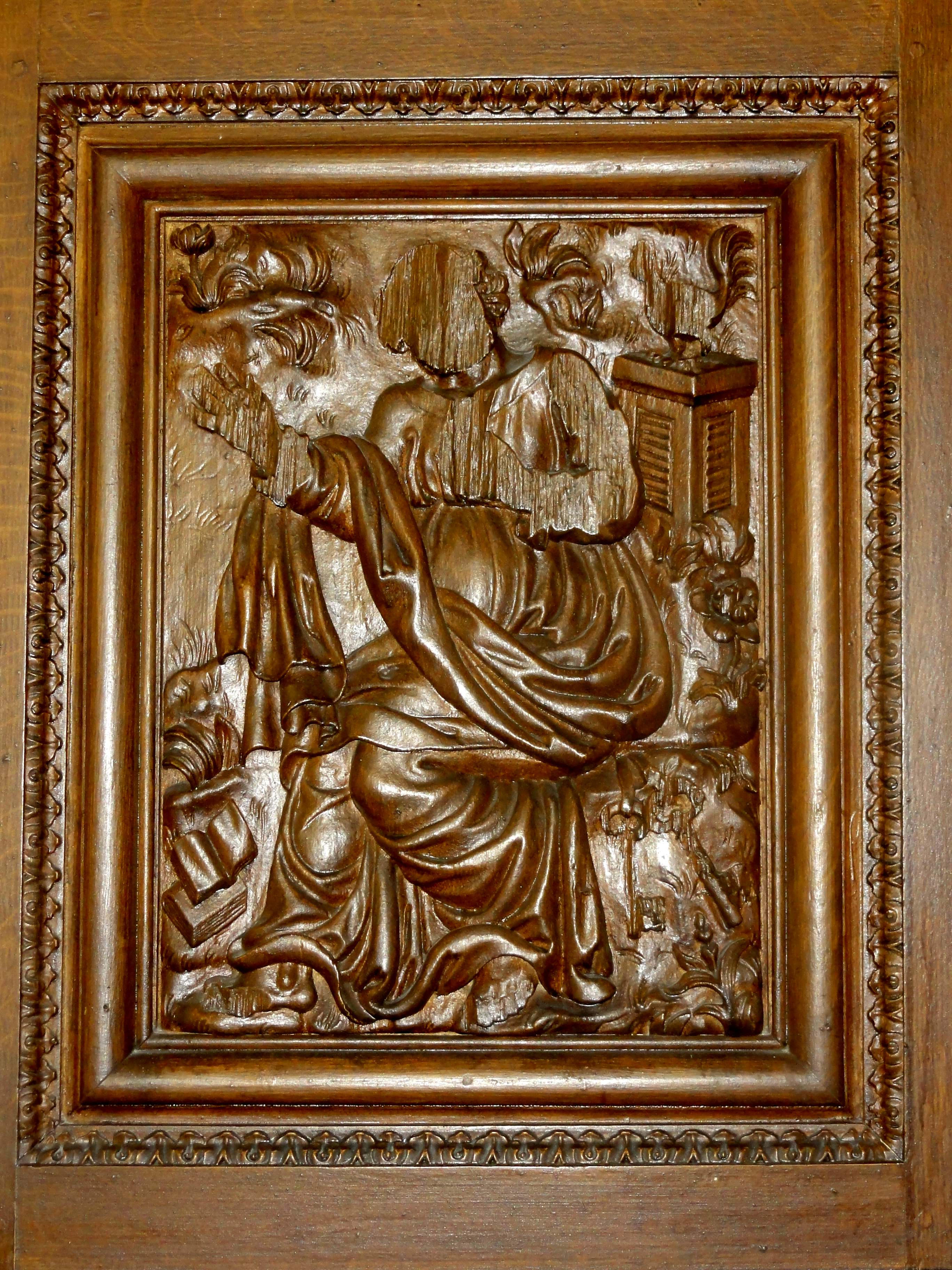
Bas-relief de saint Pierre sur la chaire à prêcher.

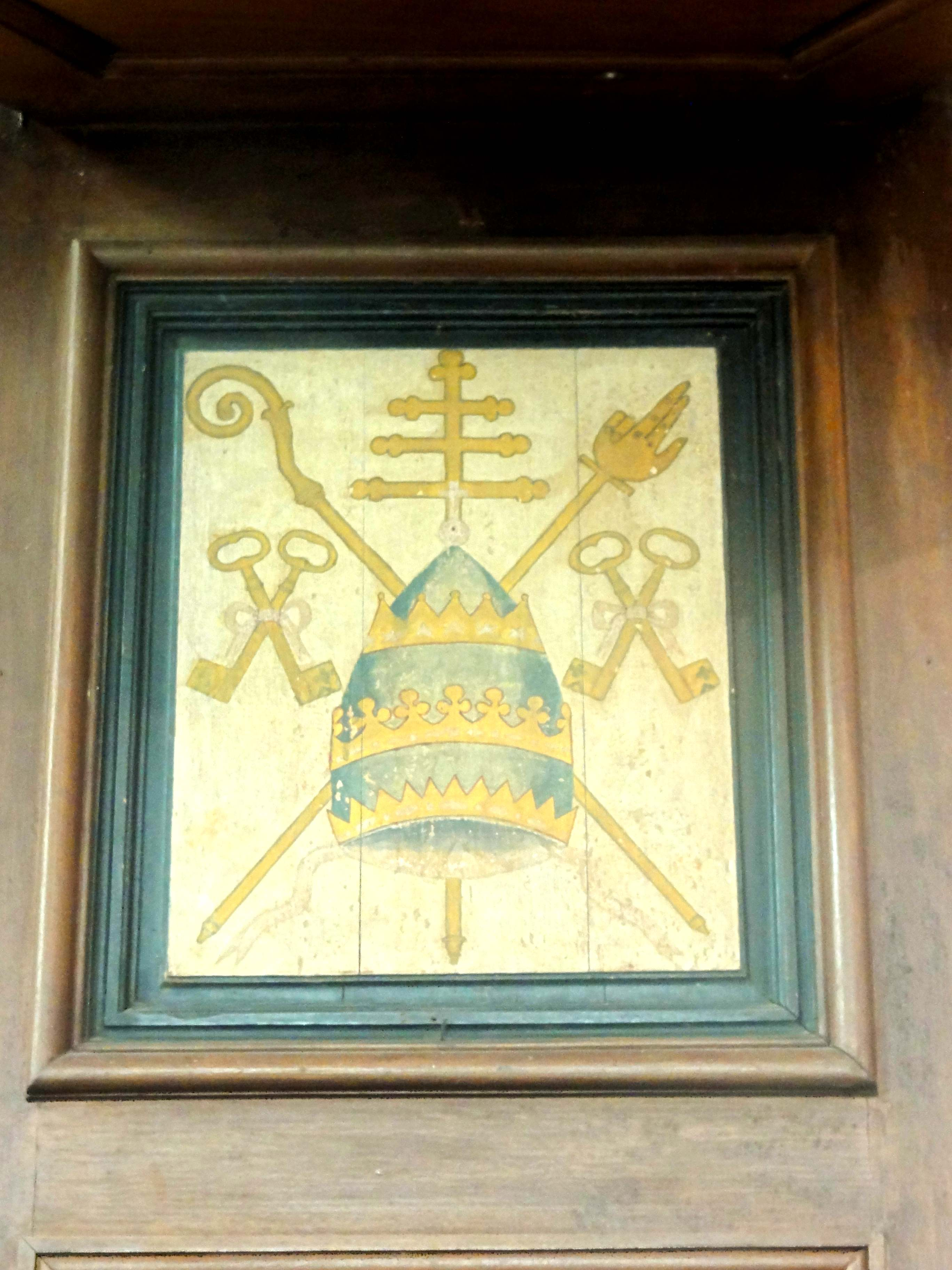
Blason du pape sur la chaire à prêcher, en référence à saint Pierre.

L'église Saint-Pierre est située en France, en région Hauts-de-France et dans le département de l'Oise, dans le Valois, au début de la vallée Sainte-Marie, ruisseau affluente de l'Automne, à l'est de Crépy-en-Valois, sur la commune de Duvy. L'église est bâtie sur le plateau agricole qui domine le village à l'est, près du coteau qui descend vers la cuvette où se concentrent la plupart des maisons du village. L'accès s'effectue par la rue de l'Église, qui se débranche de la RD 1324 à l'entrée sud du village, en venant de Crépy, ou directement par un escalier en venant du centre du village. Au sud de l'église, part un chemin rural qui passe devant le chevet, c'est-à-dire, derrière le clocher. L'élévation méridionale donne sur un terrain municipal accessible depuis le chemin signalé. Pour entrer dans l'église, il faut passer par le cimetière, qui se situe devant la façade occidentale, et au nord de l'édifice. Il est entièrement dégagé d'autres bâtiments, et bien visible de tous les côtés.

## Historique
La paroisse est au titre de saint Pierre. L'on ignore tout sur ses origines. Sa fondation devrait au moins remonter à la fin du XIe siècle, quand l'église actuelle est construite selon la datation établie par Dominique Vermand. L'église comporte alors une courte nef unique de 8 m de longueur, et un clocher carré à l'est de la nef. L'existence d'une abside n'a pas pu être confirmée lors des fouilles entreprises en 2004. Sous tout l'Ancien Régime, la paroisse relève du doyenné de Crépy du diocèse de Senlis. Le collateur de la cure est le chapitre de la cathédrale Notre-Dame de Senlis. La grosse dîme est partagée pour moitié entre le chapitre et le chapelain titulaire de la chapelle Saint-Jean dans la collégiale Saint-Thomas de Crépy,,.
Au cours du Moyen Âge, l'église est agrandie à deux reprises. Dans un premier temps, vers 1160 environ, la nef est agrandie vers l'ouest, et reçoit à cette occasion un nouveau portail. Dans un deuxième temps, vers 1250 environ, une chapelle dédiée à la Vierge Marie est ajoutée au nord de la partie ancienne de la nef, et la partie antérieure de la nef est munie de deux bas-côtés de deux travées. Sans certitude, le clocher est exhaussé d'un étage ; Dominique Vermand estime que cette modification est beaucoup plus récente. L'église a durement à souffrir de la Guerre de Cent Ans. Vers la fin du XVe siècle, le bas-côté nord est remplacé par un nouveau collatéral aussi élevé que la nef, avec un second portail à l'ouest. La chapelle de la Vierge est remaniée. Ces travaux se font dans le style gothique flamboyant. Ultérieurement, sans doute après le milieu du XVIe siècle, le bas-côté sud est démoli et ne pas remplacé. N'en reste qu'un pan du mur occidental. La nef est fermée au sud par un mur ajouré de deux baies en plein cintre. À une période indéterminée, le portail occidental de la nef est défiguré par un porche, et le portail du collatéral est bouché. Une sacristie est construite dans l'angle entre clocher et chapelle de la Vierge. Elle est remaniée au XVIIIe siècle,,.
Après la Révolution française, le siège épiscopal de Senlis n'est plus pourvu. La paroisse de Duvy est supprimée, et rattachée à celle de Crépy-en-Valois. Au moment du Concordat de 1801, le territoire correspondant au département de l'Oise est tout en entier incorporé dans le diocèse d'Amiens. Parmi les trois diocèses qui se partagent le territoire avant la Révolution, seul le diocèse de Beauvais est rétabli en 1822. Depuis cette date, Duvy en fait partie. Pendant les années 1830, Louis Graves observe encore quelques fragments de vitraux, qui ont à présent disparu. L'église est inscrite au titre des monuments historiques par arrêté du 14 avril 1954, y compris le cimetière qui l'entoure. Elle bénéficie de deux importantes campagnes de restauration à la fin du XXe et au début du XXIe siècle. Cette restauration concerne également la plus grande partie du mobilier, qui est encore au complet et date essentiellement des XVIIe et XVIIIe siècles. Comme le souligne Dominique Vermand, cet ensemble de mobilier confère à l'église « un cachet d'authenticité malheureusement trop rare aujourd'hui ». Dans les environs, les églises d'Auger-Saint-Vincent, Ormoy-Villers et Rocquemont sont dans le même cas, mais seulement l'église de Rocquemont est intégralement restaurée. L'église Saint-Pierre de Duvy est aujourd'hui affiliée à la communauté d'Auger-Saint-Vincent de la paroisse Saint-Sébastien de Crépy-en-Valois, et accueille des célébrations eucharistiques environ tous les deux mois, le dimanche à 9 h 30.

## Description

### Aperçu général

Plan de l'église.

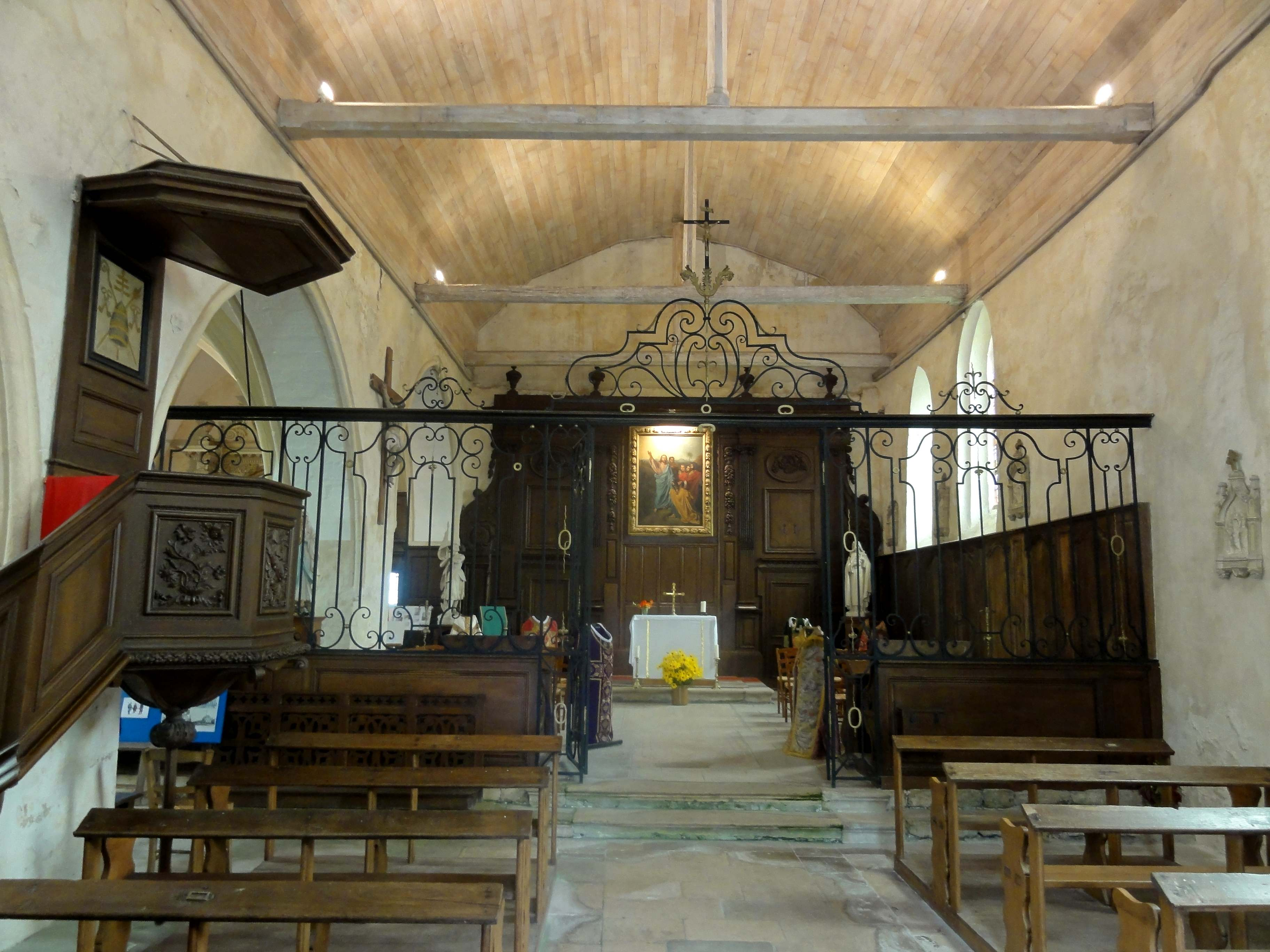
Nef, vue vers l'est.

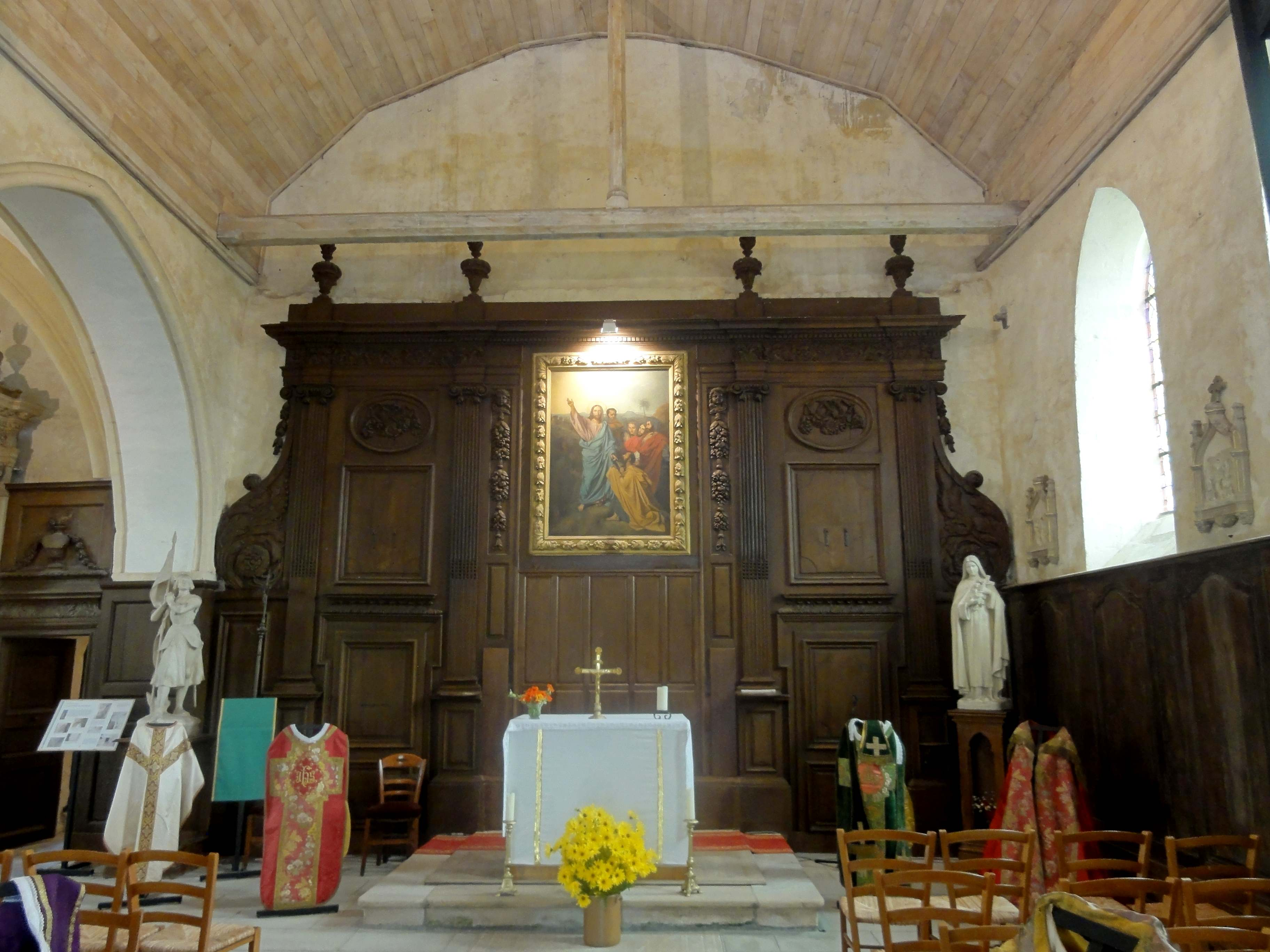
Chœur liturgique ; le clocher se situe derrière le retable.

Régulièrement orientée, l'église répond à un plan assez simple à deux vaisseaux se terminant par un chevet plat, qui contraste avec la complexité de sa structure, et avec ce que suggèrent les élévations extérieures. En effet, la base du clocher et l'annexe contenant la sacristie, à l'angle nord-est de l'édifice, ne sont pas visibles depuis l'intérieur ; et malgré l'appartenance de la nef à deux campagnes de construction, l'intérieur paraît homogène. Quatre fenêtres éclairent la nef depuis le sud et donnent à penser que la nef comporterait quatre travées, mais les grandes arcades la faisant communiquer avec le collatéral nord sont au nombre de trois. Le collatéral compte effectivement trois travées voûtées d'ogives. La nef est recouverte d'un plafond lambrissé en cintre surbaissé. La subdivision visuelle entre nef et chœur s'opère par une clôture liturgique en fer forgé. On accède à l'église par le portail occidental de la nef : le portail occidental du collatéral a été bouché. La structure des toitures comporte un toit à deux rampants pour la nef, avec des pignons à l'ouest et à l'est, et trois toits en bâtière pour le collatéral, dont chacune des trois travées est munie d'un pignon indépendant du côté nord. Le clocher est en bâtière. Partout l'ardoise est utilisée comme élément de couverture.

### Intérieur

#### Nef
La nef est une vaste salle rectangulaire. Les murs gouttereaux sont moins élevés que la nef est large. Six rangs de bancs à quatre places de front trouvent place de part et d'autre de la large allée centrale. Ensuite, la grille en fer forgé et deux marches d'escalier marquent la limite entre la partie de la nef ajoutée vers 1160 et le chœur liturgique, qui correspond à la nef primitive de la fin du XIe siècle. L'on note que cette limite ne coïncide pas avec l'un des piliers des grandes arcades au nord, et que la grille traverse la seconde arcade, en se poursuivant jusqu'au mur septentrional du collatéral. La finesse de la grille n'en fait pas un obstacle visuel ; elle meuble en même temps l'espace et évite que la monotonie ne s'installe. Dans la plupart des églises, les grilles ont été supprimées ; on peut encore en trouver à Rocquemont et Saint-Prix (Val-d'Oise). Dans le chœur, une quarantaine de chaises et des stalles permettent d'augmenter la capacité d'accueil. L'ancien maître-autel a été supprimé afin de gagner de la place, et le nouvel autel de la réforme liturgique du concile Vatican II est placé à peu de distance du chevet, sur un piédestal de faibles dimensions. L'architecture se réduisant à la plus simple expression, l'ambiance de l'espace intérieur est largement déterminée par le mobilier, les matériaux et les teintes. Le dallage du sol est réalisé en pierre de liais, et comporte quelques plaques funéraires. Les murs sont enduits, non peints, et affichent une teinte chaude entre blanc cassé et ocre. Le lambris du plafond est composé de planches panachées, et inclut les parties hautes des murs latéraux. Les bancs de fidèles sont anciens et en bois sombre, tout comme la chaire à prêcher, les boiseries qui habillent les allèges dans le chœur, et le haut retable du maître-autel.
Le portail, en anse de panier, est surmonté d'un arc de décharge en tiers-point. En haut du mur, le jour entre par une baie en plein cintre assez grande et légèrement ébrasée, qui s'ouvre au-dessus d'un long glacis. Cette baie date de l'agrandissement de la nef vers 1160. Les deux fenêtres au sud de la nef ont approximativement les mêmes dimensions et la même forme, mais n'ont pas de glacis. Avec le mur méridional de cette partie du vaisseau central, elles datent de l'époque moderne, et se substituent aux grandes arcades communiquant jadis avec le bas-côté sud. L'on ignore la période de sa démolition. Par la suite, les grandes arcades ont pu être provisoirement fermées par des murs munies de fenêtres, comme encore aujourd'hui à Cramoisy, Mogneville et Rieux (nef désaffectée au culte). Les deux fenêtres en tiers-point au sud du chœur sont toutes les deux différentes, bien que très rapprochées. La largeur et le tracé de l'arc sont identiques, mais la première fenêtre est plus haute et entourée de deux gorges, ce qui évoque la période flamboyante. Le collatéral nord a reçu sa forme actuelle à la période flamboyante, et plus précisément à la fin du XVe siècle selon Dominique Vermand. La seconde fenêtre n'est pas entourée de moulures. Trois grandes arcades en tiers-point s'ouvrent sur le bas-côté. La dernière est aussi haute que le mur, et les deux précédentes sont légèrement plus basses, comme à Ormoy-Villers, Rocquemont et Saintines, autres cas d'arcades percées après coup. Mais contrairement à ces exemples ou les arcades très basses de Saint-Vaast-de-Longmont, la mouluration n'est pas complètement absente : Les arêtes sont garnies d'un fin tore dégagé. Les tailloirs, chapiteaux et colonnettes font défaut.

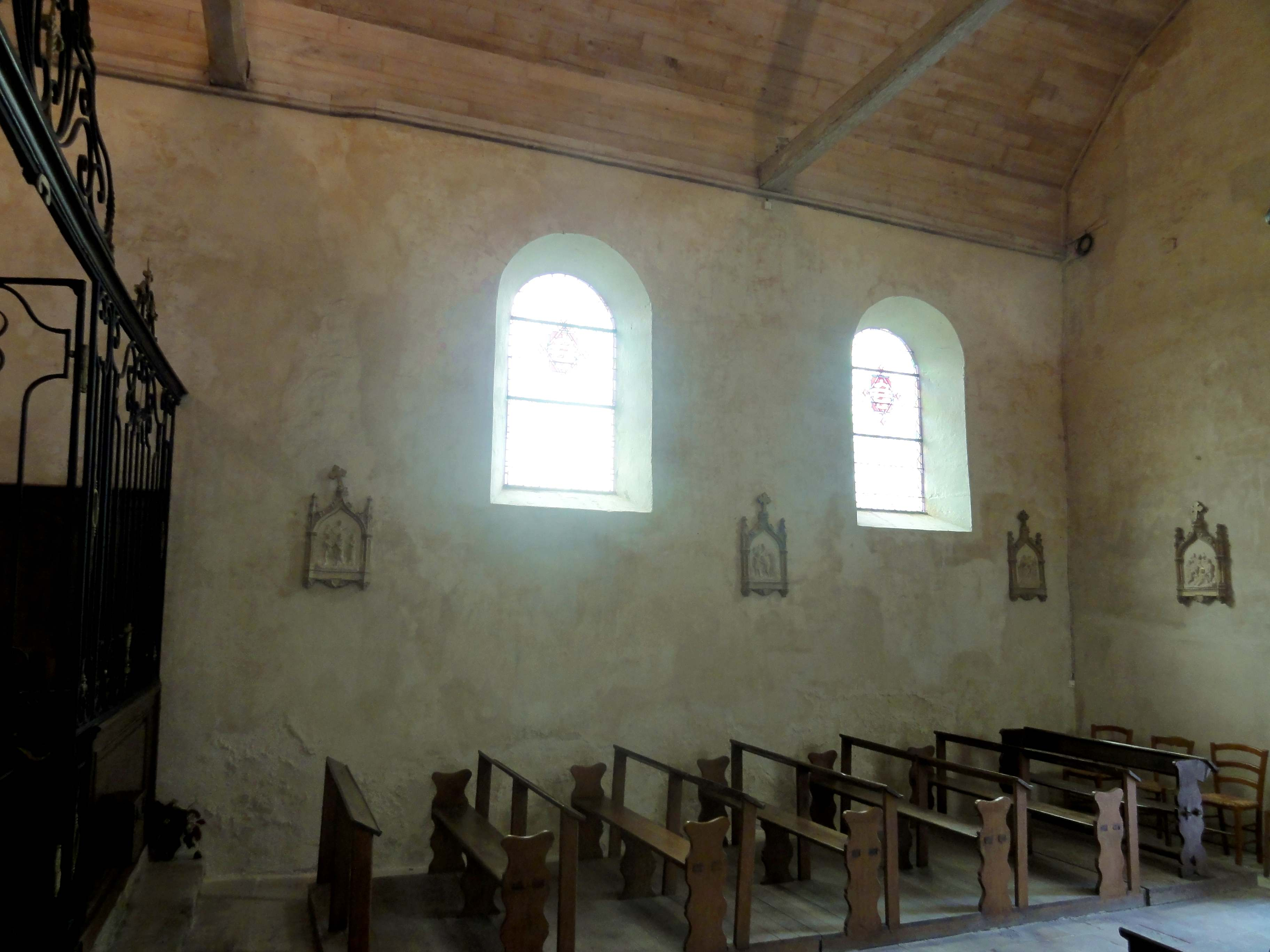
Nef, élévation sud.
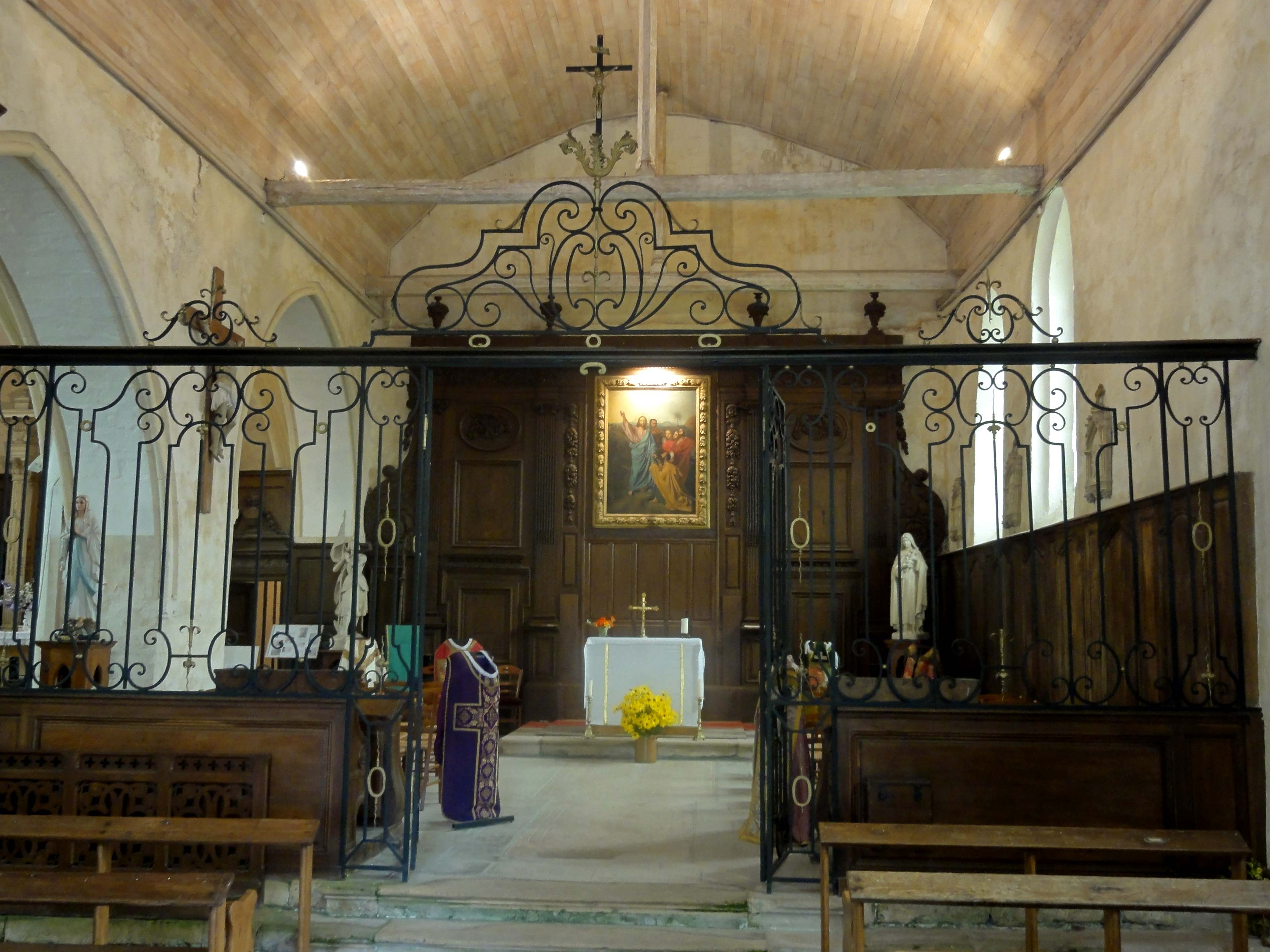
Clôture liturgique.
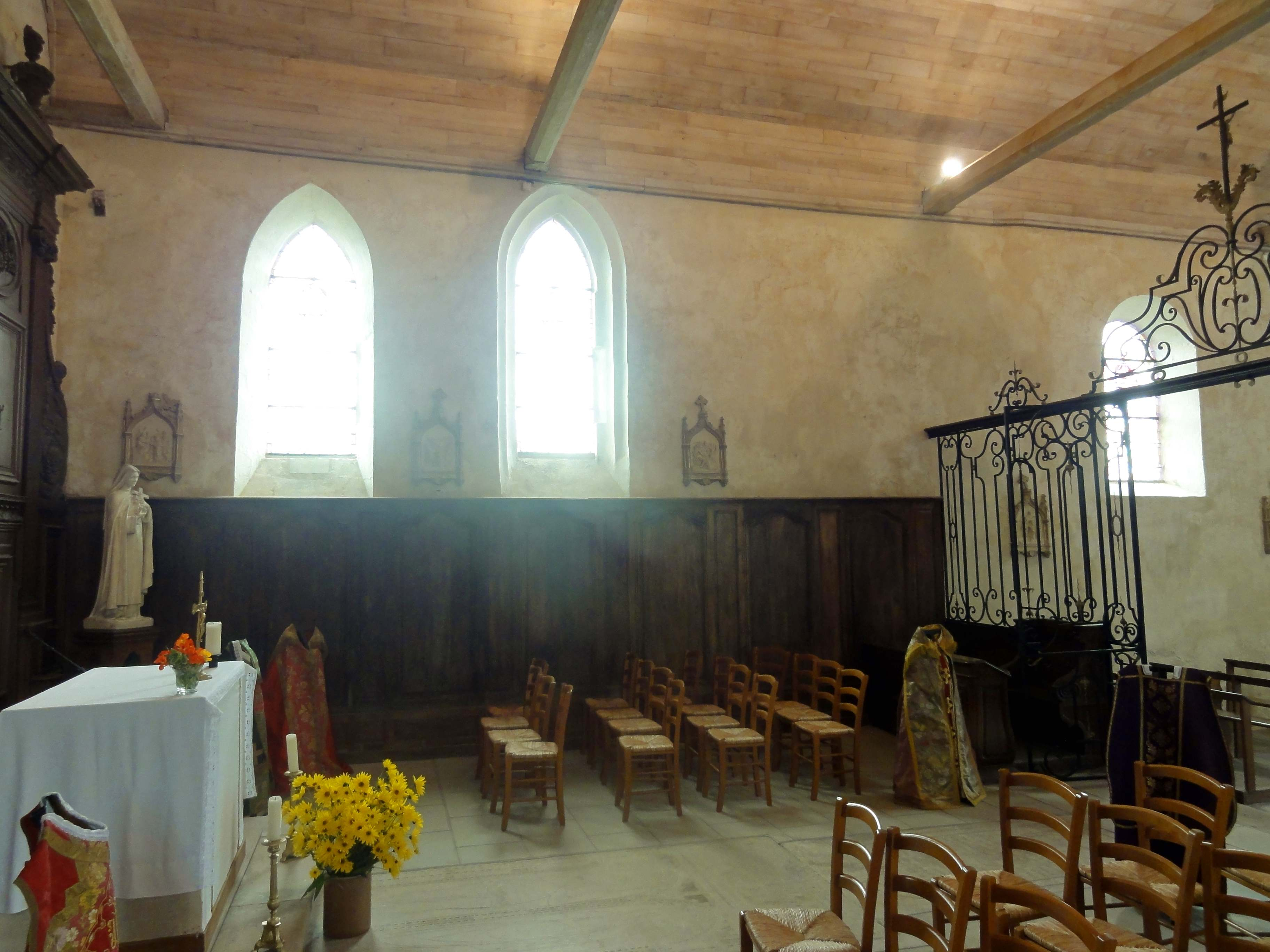
Chœur, élévation sud.
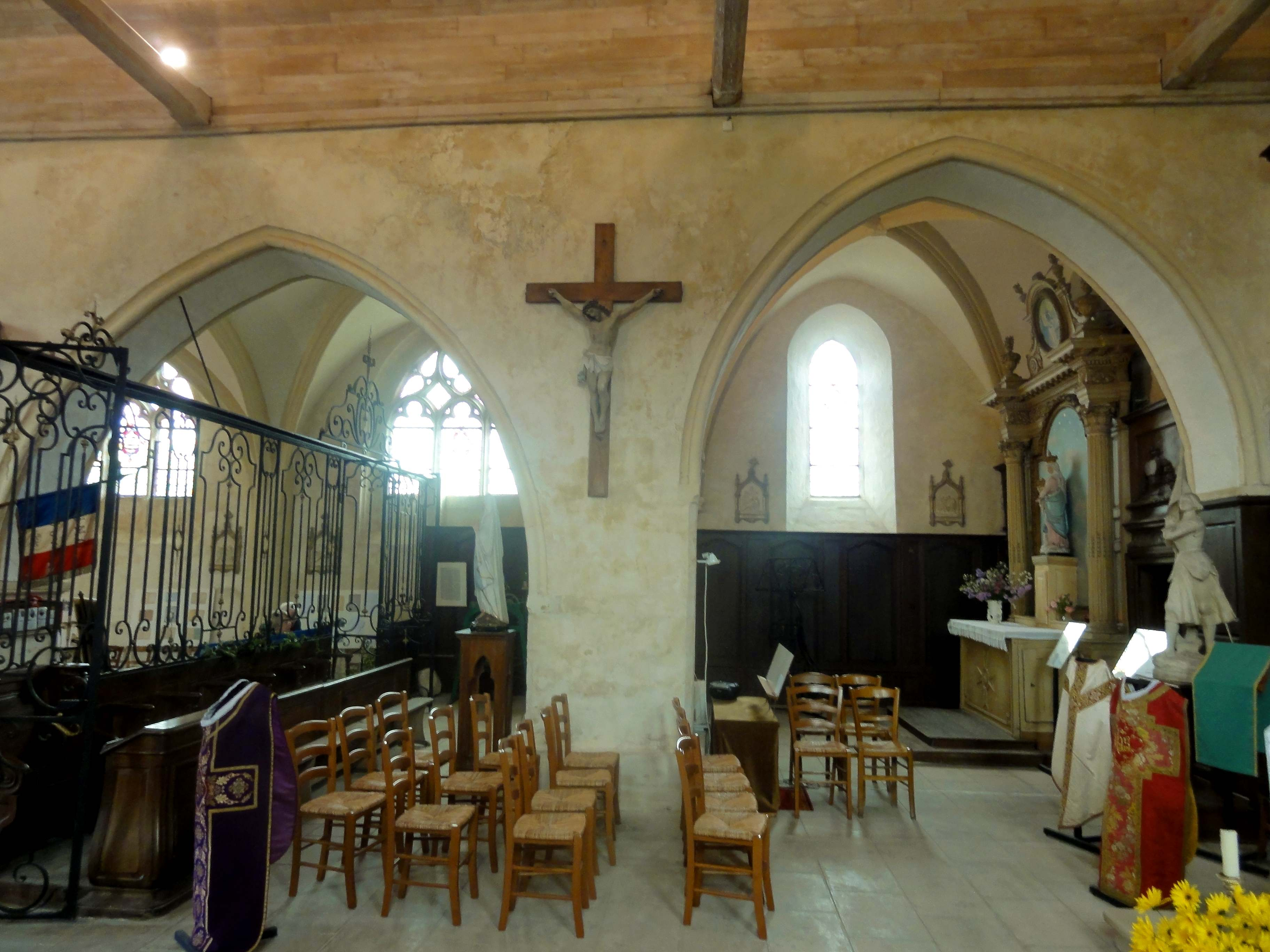
Chœur, élévation nord.
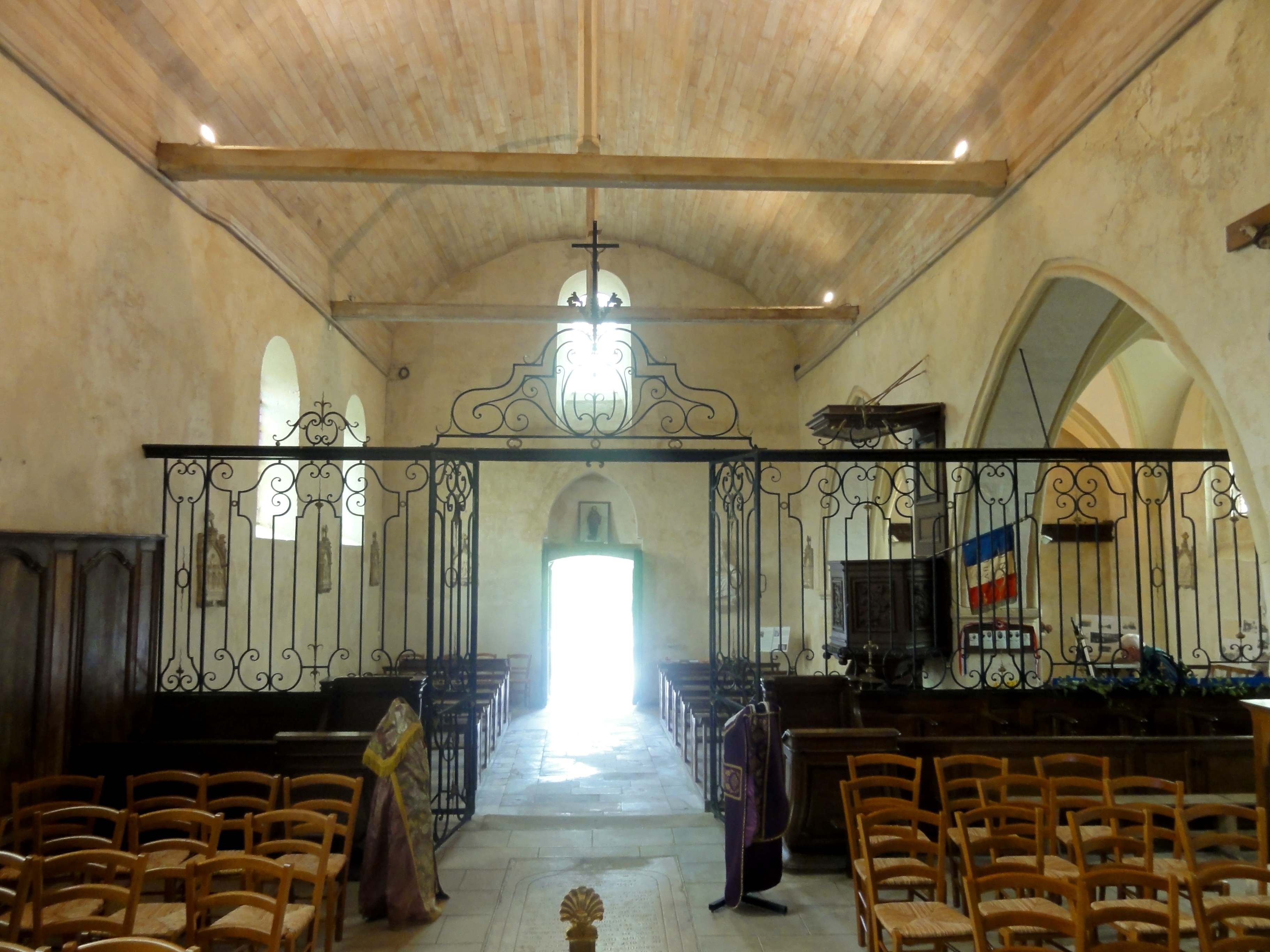
Nef, vue vers l'ouest.
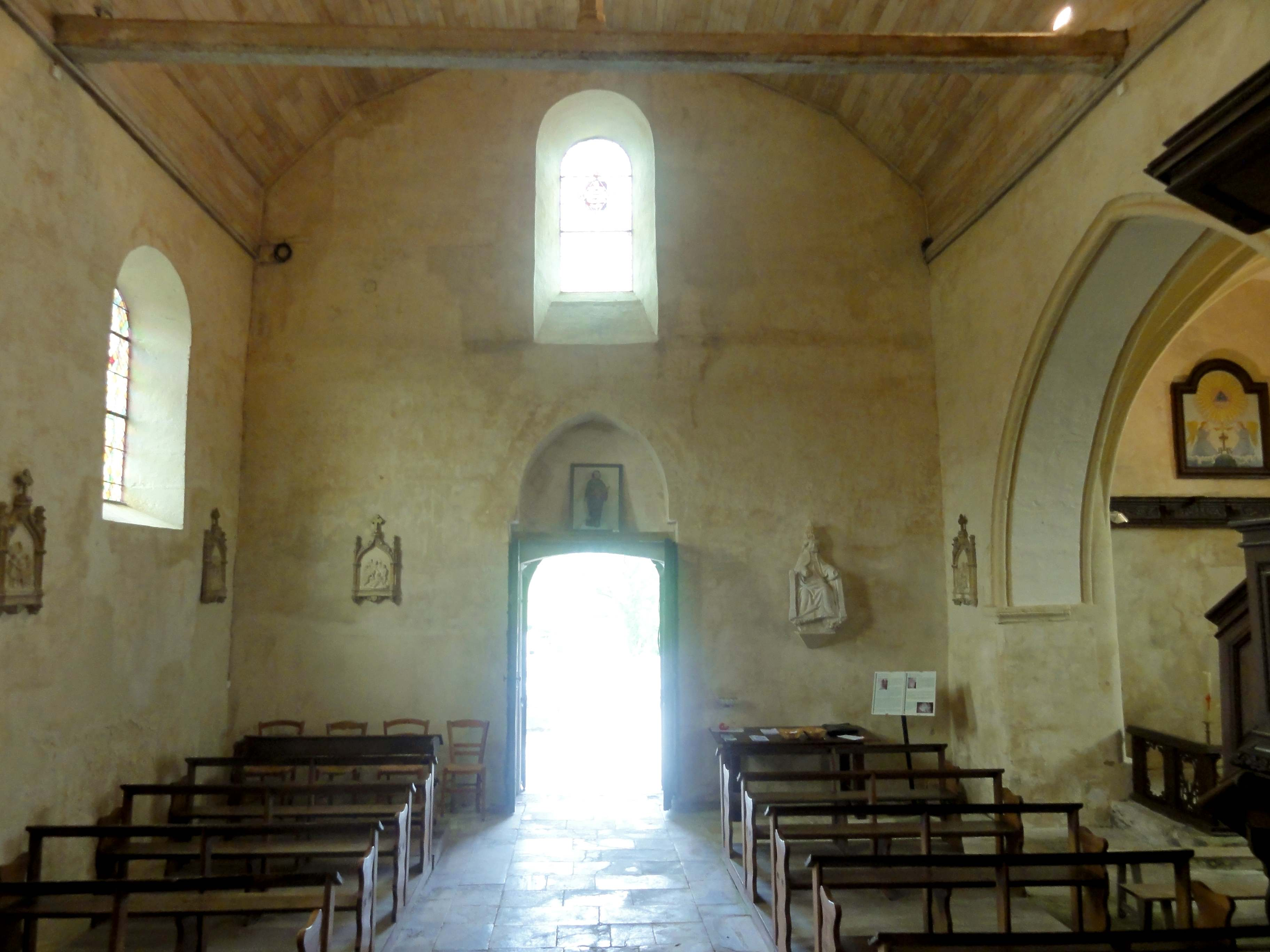
Nef, vue vers l'ouest.

#### Collatéral

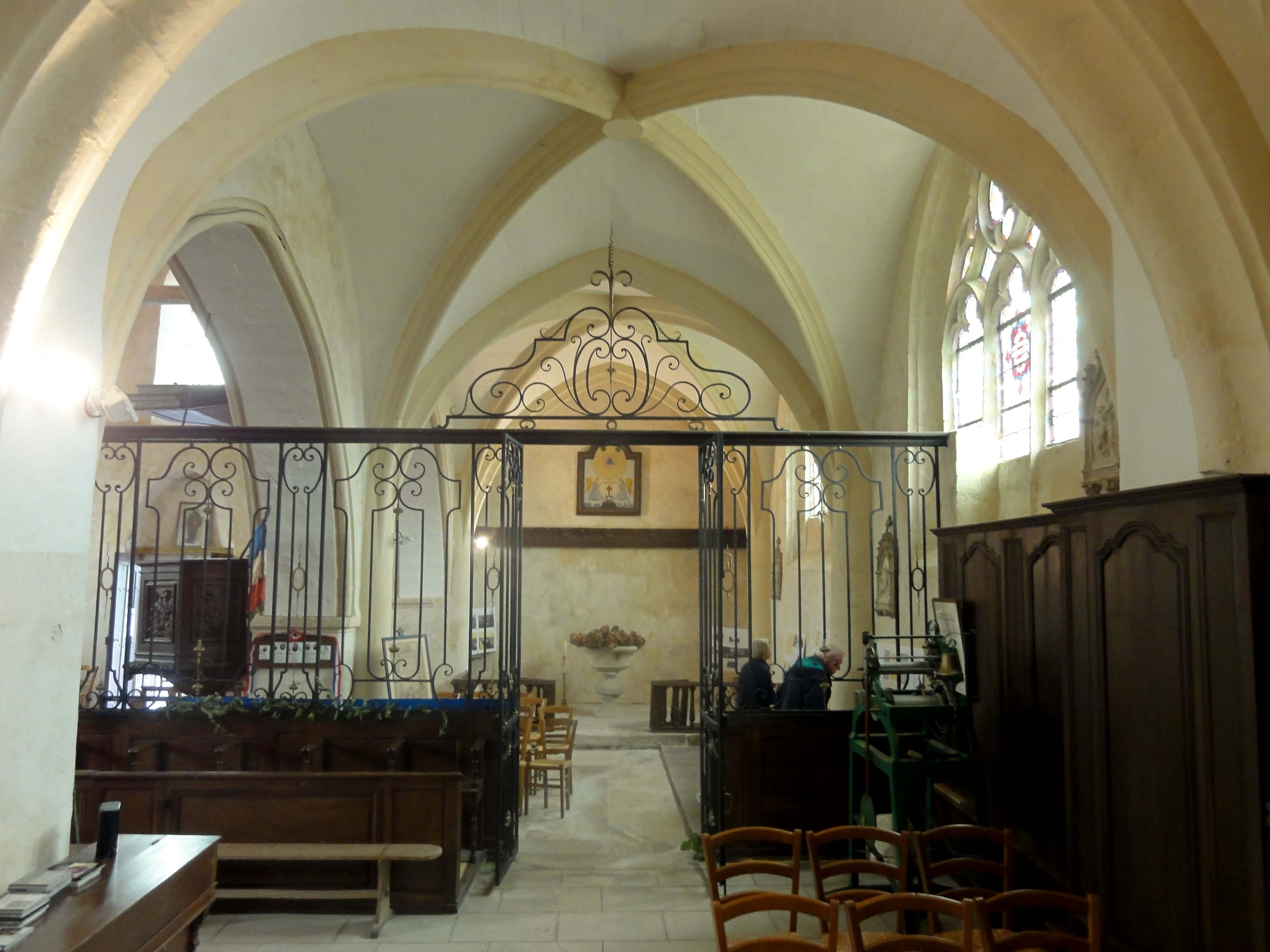
Collatéral nord, vue vers l'ouest.

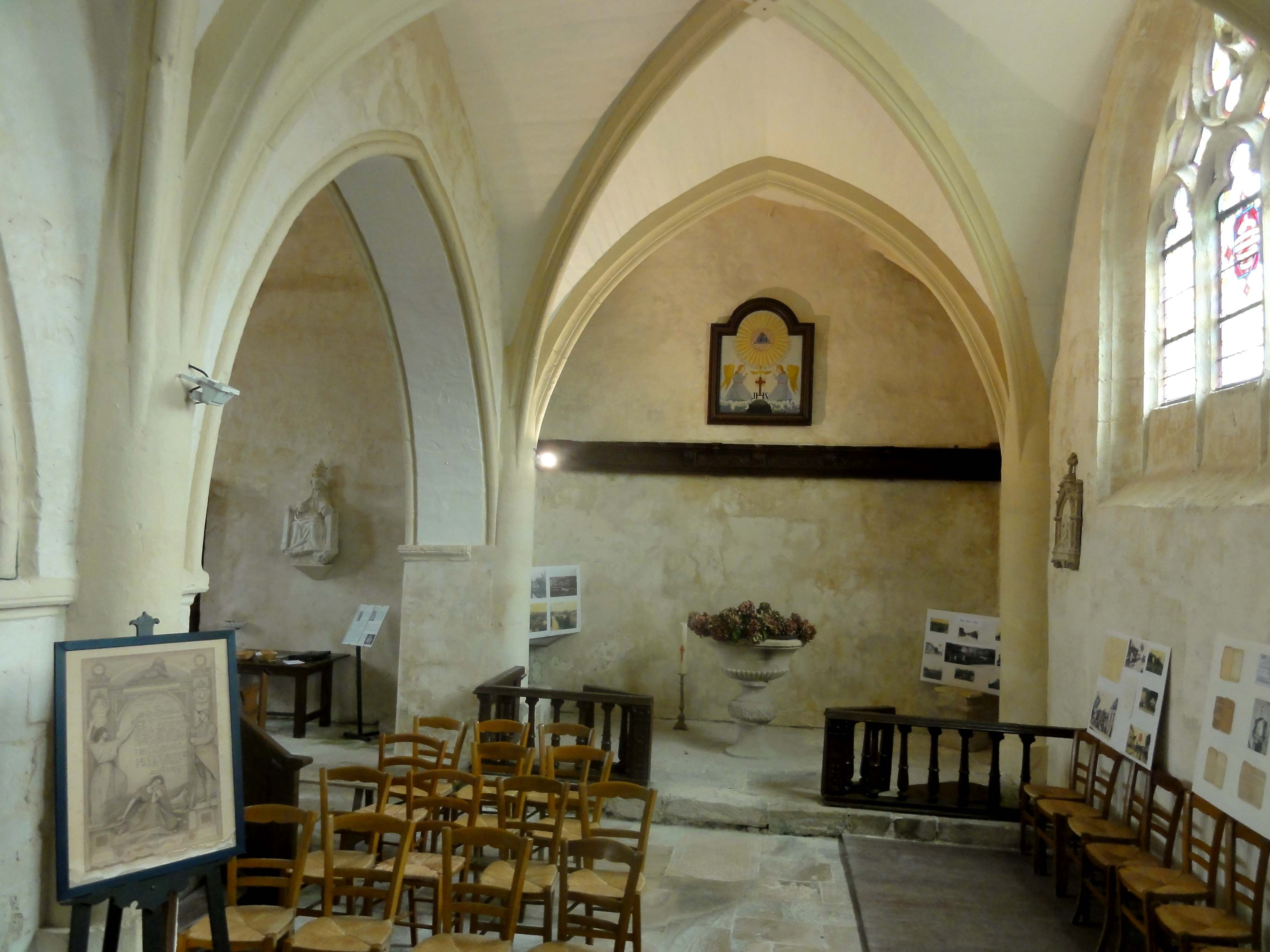
Collatéral nord, vue vers l'ouest.

Le collatéral est voûté d'ogives, contrairement à la nef, et de hauteur équivalent. Il est moins large que la nef, mais l'on pourrait néanmoins qualifier l'église Saint-Pierre d'église à double nef, ou église-halle, comme Allonne, Cauvigny, Courcelles-sur-Viosne, Fleurines, Genainville, Limay et Saintines. Le collatéral ressemble par ailleurs assez à celui de Saintines, par ses voûtes flamboyantes dans les deux premières travées et son caractère trapu, les fenêtres s'inscrivant entièrement sous la lunette des voûtes. Si les trois grandes arcades sont identiques, les trois travées du collatéral ne le sont pas : la dernière travée est issue de la reconstruction de la chapelle de la Vierge du milieu du XIIIe siècle à la période flamboyante ; les deux premières travées ont été bâties à neuf sous la même campagne de travaux. La première travée accueille la chapelle baptismale, et le portail aurait été bouché lors de la mise en place des fonts baptismaux actuels, qui sont sans intérêt artistique. L'ancien bas-côté n'était probablement pas voûtés, puisque la nef ne l'a jamais été, et les bas-côtés simplement plafonnés sont fréquents dans les environs : Auger-Saint-Vincent, Glaignes, Ormoy-Villers, Rocquemont. Des piliers cylindriques sont engagés dans les piliers rectangulaires des grandes arcades, dans le mur gouttereau et dans les quatre angles,.
Les nervures des voûtes, à savoir les ogives et doubleaux, se fondent directement dans les piliers, ce qui est le cas le plus fréquent à la période flamboyante. Souvent les piliers sont ondulés ou prismatiques. Généralement les nervures adoptent un profil prismatique aigu, mais des exceptions existent, par exemple dans l'église de Verneuil-en-Halatte, dont la reconstruction a commencé assez tôt après la fin de la Guerre de Cent Ans. En l'occurrence, le profil torique fait toutefois peser un doute sur la datation des voûtes du collatéral, sachant que l'église Saint-Pierre n'a pas encore fait l'objet d'une étude archéologique détaillée. Les ogives des deux premières travées se composent d'un tore entre deux gorges. Le doubleau intermédiaire adopte le même profil, ainsi que le doubleau situé à peu de distance du mur occidental. Normalement on s'attendrait ici à un arc formeret, mais l'église de Duvy en est dépourvu. Comme s'il y avait eu une travée ultérieurement démolie, deux ogives s'y fondent dans le mur. Pourtant, le portail flamboyant encore visible depuis l'extérieur rend peu probable l'existence ancienne d'une travée supplémentaire. Le doubleau vers la chapelle de la Vierge est différent, et mouluré d'un gros boudin entre deux gorges, comme dans les nefs d'Armancourt et Avrechy, et dans les chœurs de Boran-sur-Oise et Jagny-sous-Bois. La voûte de la chapelle de la Vierge date d'origine, soit du milieu du XIIIe siècle. Deux culs-de-lampe sculptés de crochets se sont conservés dans les angles sud-ouest et nord-ouest, près du doubleau. Le profil des ogives est d'un tore en forme d'amande entre deux baguettes. Ce profil est certes différent de celui des deux premières travées, mais non sans ressemblance.
La fenêtre de la chapelle de la Vierge est également d'origine : c'est une lancette simple sans remplage. Les larges fenêtres des deux premières travées ont bénéficié d'un réseau flamboyant complexe, qui se compose de trois lancettes aux têtes tréflées, surmontées de deux losanges, et d'un ovale entre deux mouchettes. Deux soufflets dissymétriques s'inscrivent dans l'ovale, et deux petites mouchettes s'inscrivent dans les grandes mouchettes. Les lancettes sont presque en plein cintre, et les têtes tréflées sont très arrondies, ce qui semble traduire une proximité chronologique avec l'architecture gothique rayonnante qui se voit également sur les ogives. À la fin de la période flamboyante, l'influence de la Renaissance apporte le retour de l'arc en plein cintre, mais les têtes trilobées et les soufflets dissymétriques disparaissent.

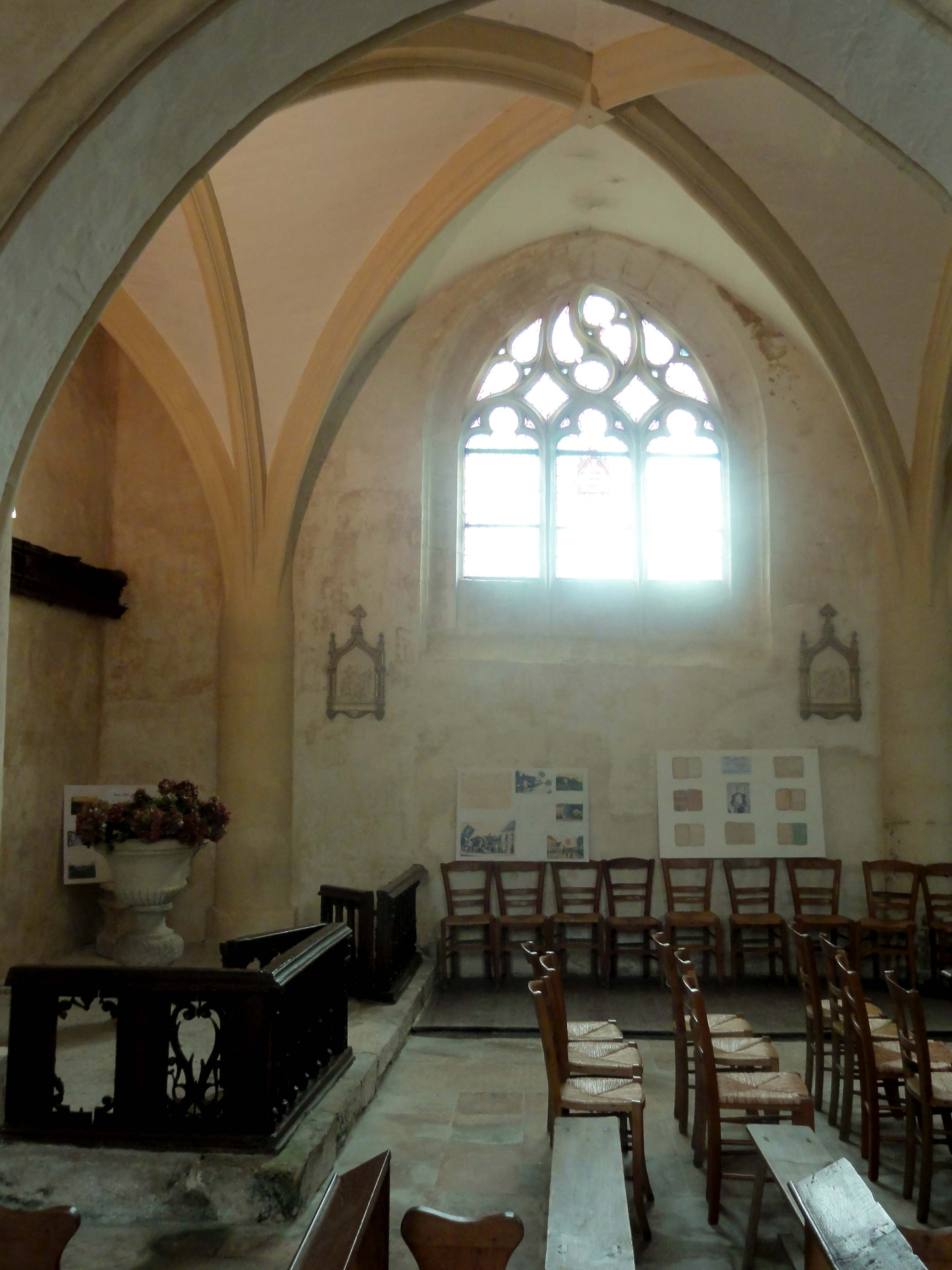
Collatéral nord, 1re travée, vue vers le nord.
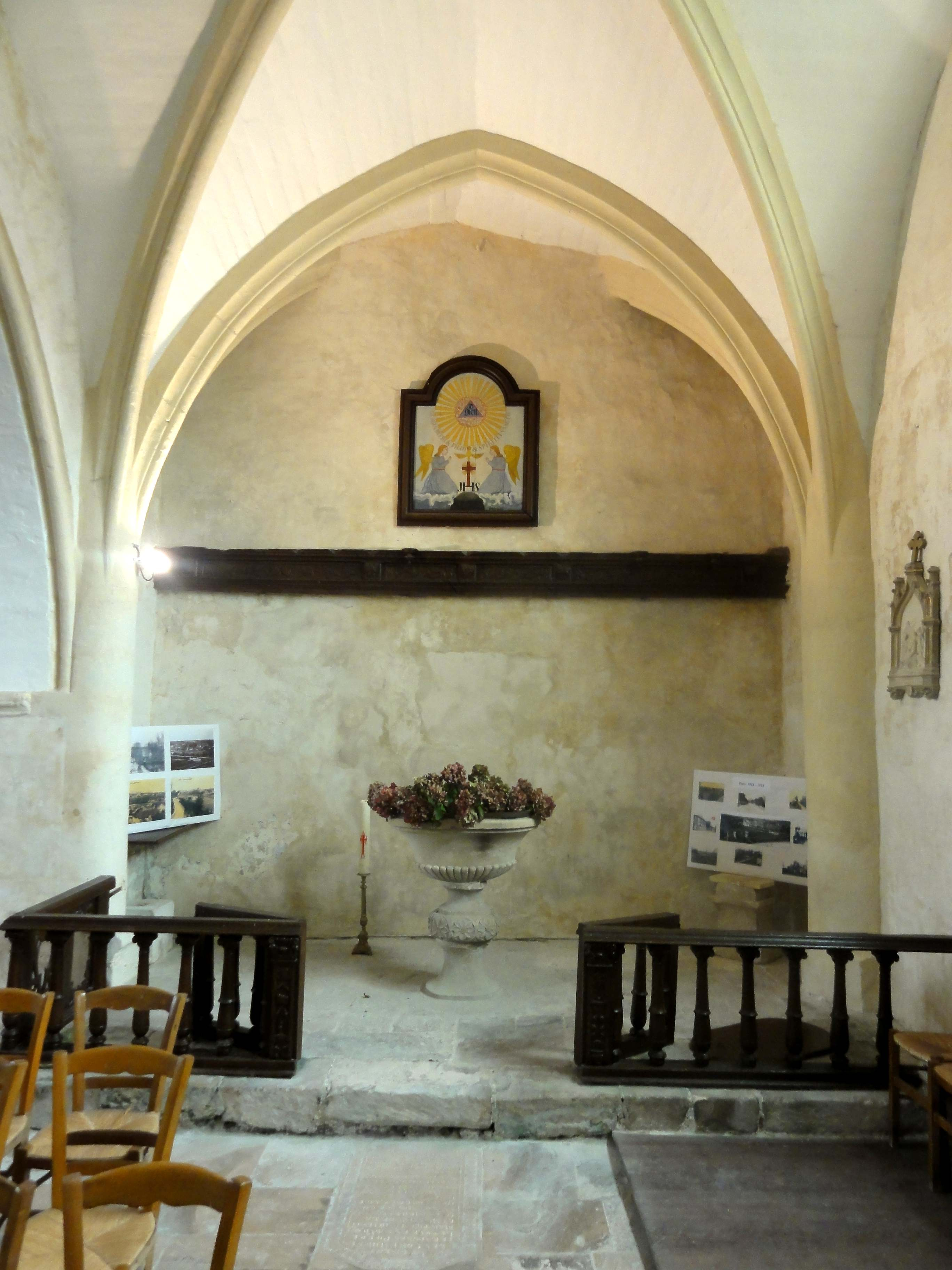
Collatéral nord, extrémité occidentale.
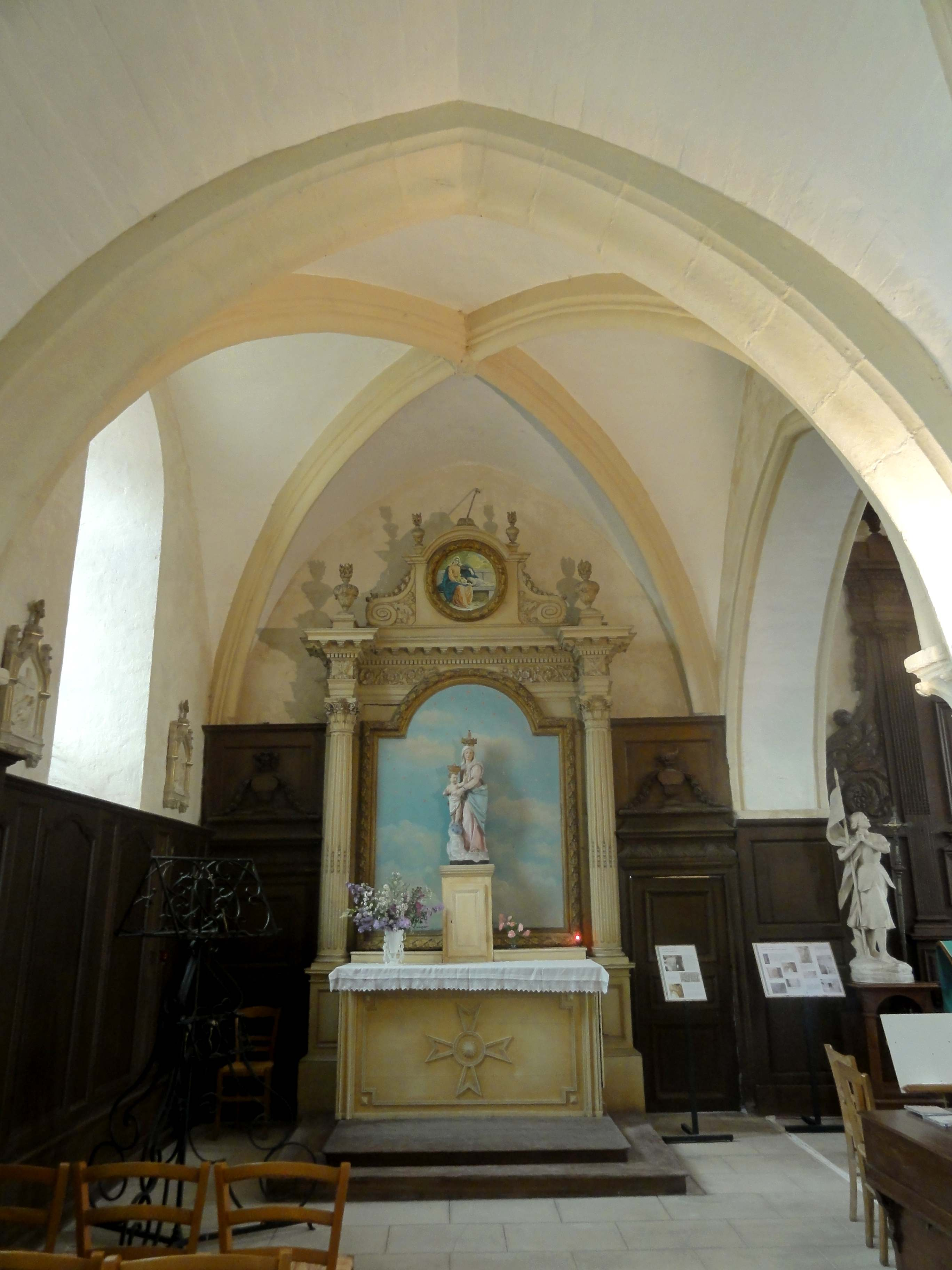
Chapelle de la Vierge, vue vers l'est.
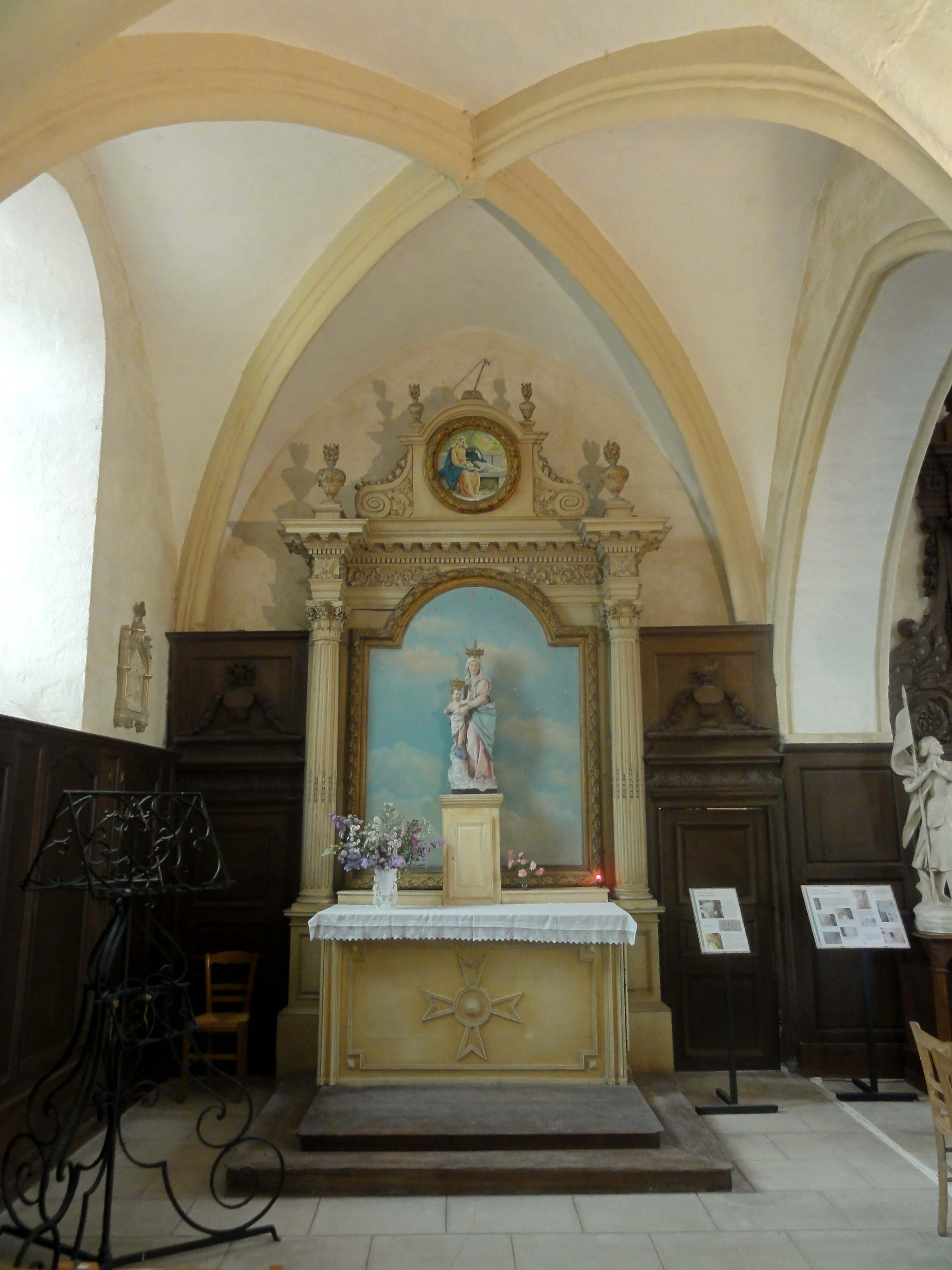
Chapelle de la Vierge, chevet.
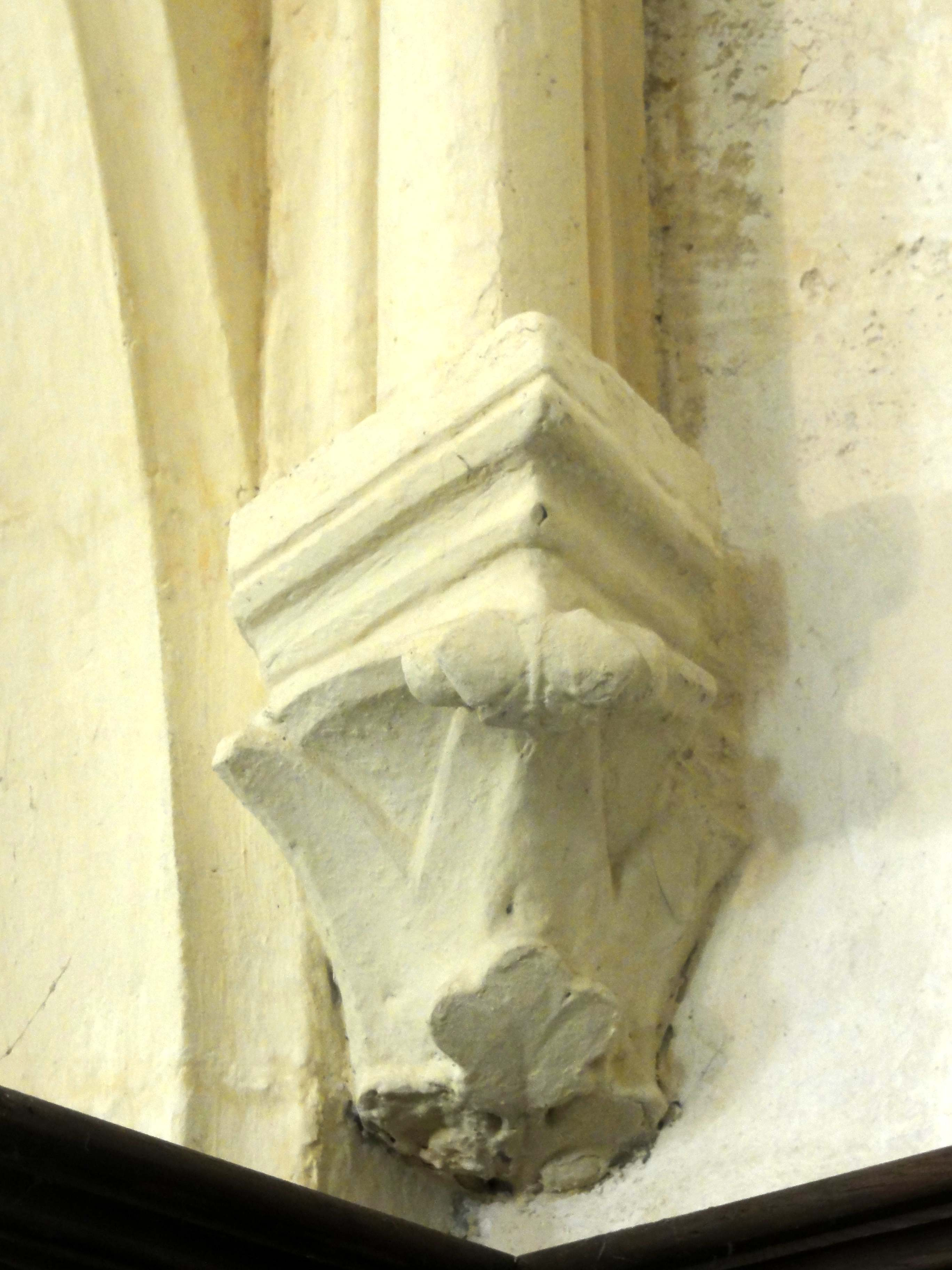
Chapelle de la Vierge, cul-de-lampe gothique.
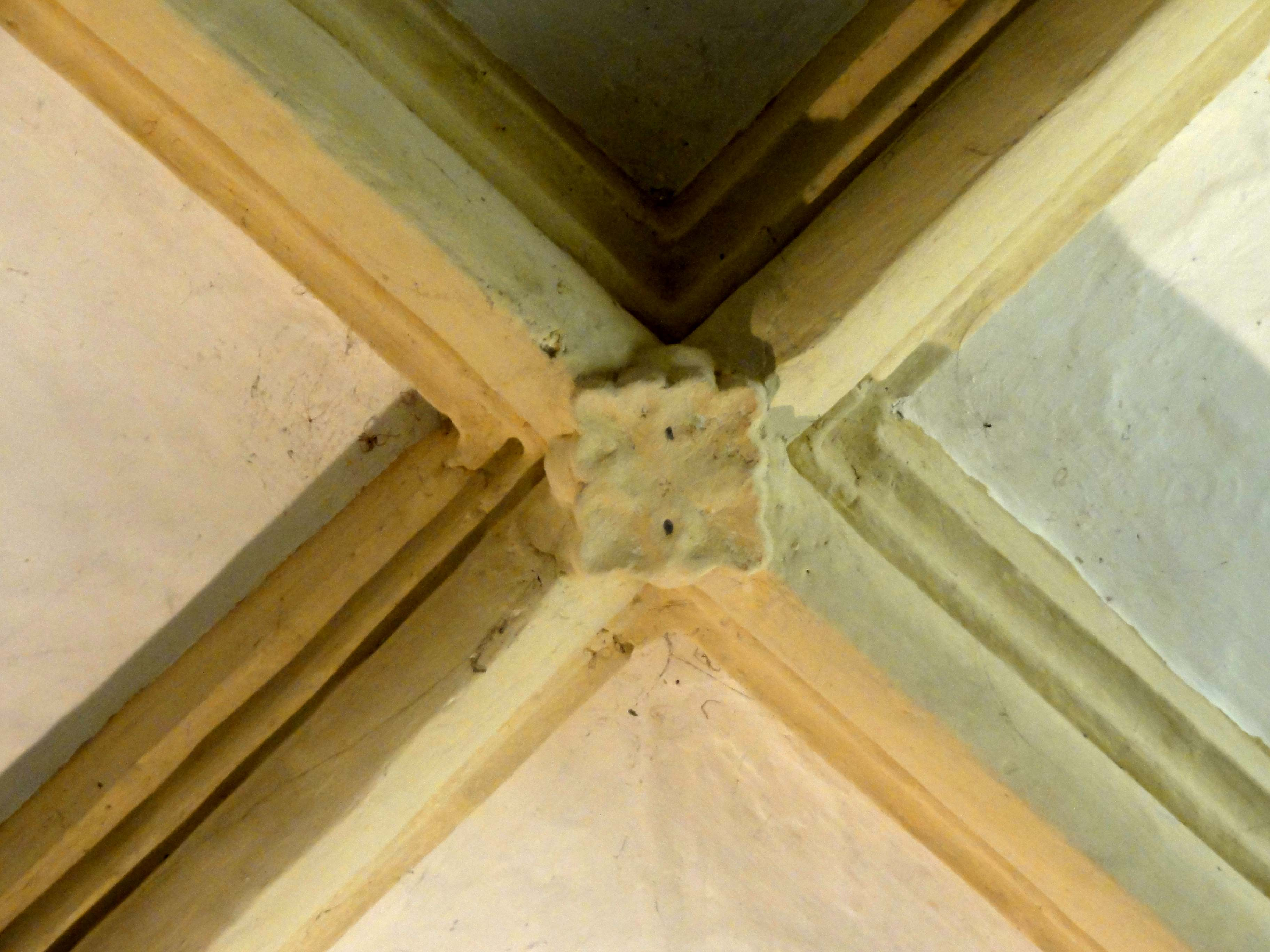
Chapelle de la Vierge, clé de voûte.

#### Base du clocher

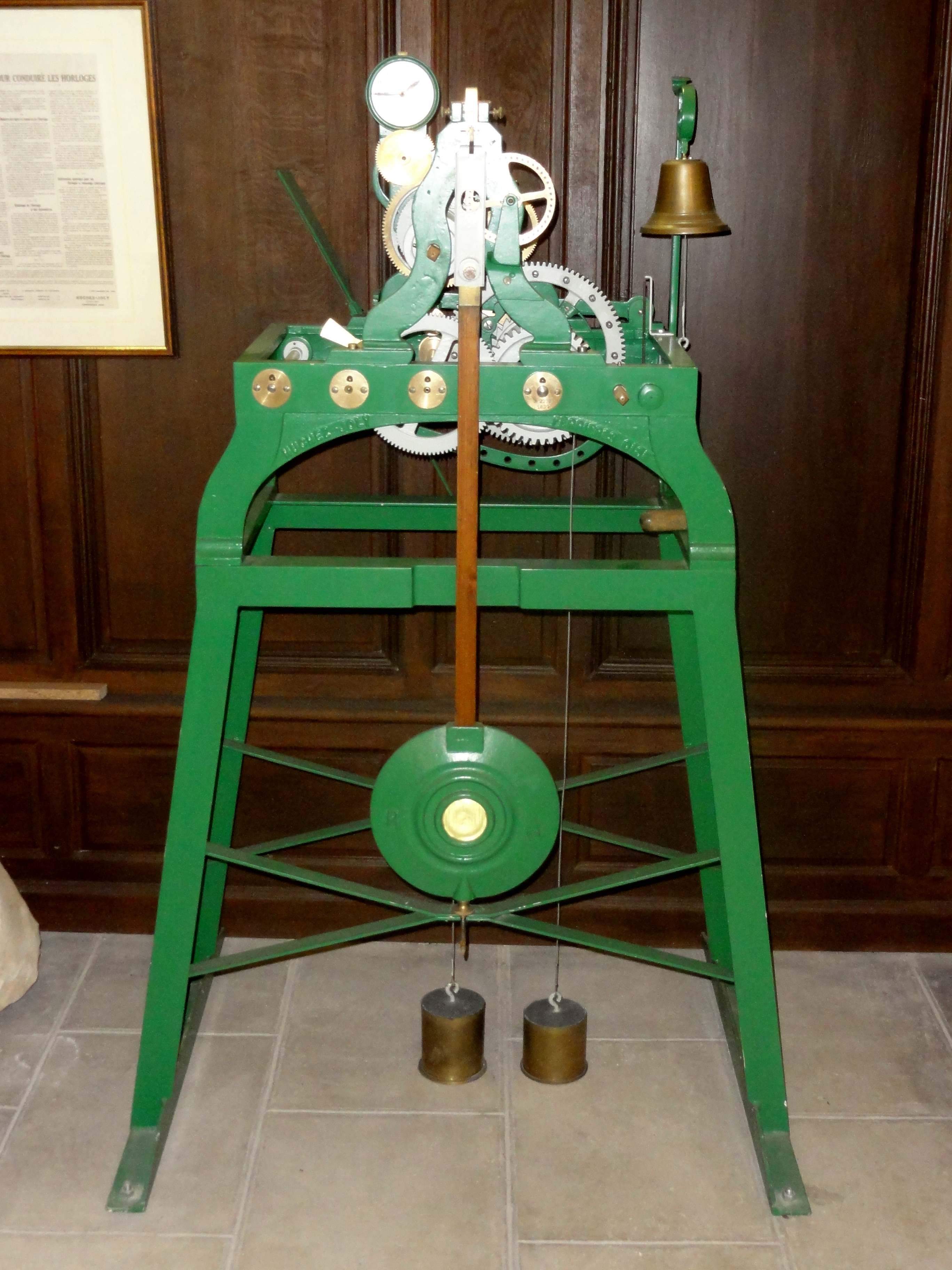
Ancien mécanisme d'horloge.

La base du clocher conserve une voûte en berceau romane dans l'axe de l'édifice, ce qui est rare dans une région qui fut pionnière de la diffusion du voûtement d'ogives. D'autres exemples sont Deuil-la-Barre et Villers-Saint-Frambourg. L'intérieur de la base du clocher et de la sacristie sont les dernières parties de l'église qui n'ont pas encore été restaurées, et le mauvais état de la voûte interdit actuellement l'accès pour des raisons de sécurité. Une ouverture carrée dans la voûte constitue le seul accès aux étages du clocher, moyennant une échelle fixe. Lors de l'installation de l'horloge, dont le mécanisme est abrité dans un réduit en briques dans l'angle sud-ouest de la base du clocher, des trous pour le passage des câbles et des contrepoids ont été percés sans ménagement. Le mur de briques qui ferme l'arc triomphal a probablement été monté lors de l'installation de l'horloge, mais la base du clocher a été séparée du reste de l'église dès l'installation du grand retable majeur, au XVIIe siècle. On y accède depuis la sacristie, par une porte en plein cintre dans le mur septentrional. Cette porte n'a pas existé primitivement, car ce mur ainsi que le mur méridional gardent les traces de petites fenêtres en plein cintre romanes. Un épais arc de décharge en plein cintre est plaqué devant le mur méridional, ce qui crée une niche de faible profondeur. Au chevet, la voûte prend appui sur un arc de décharge analogue, mais plus élevé. Ici le mur est ajouré d'une fenêtre en plein cintre romane. Dominique Vermand l'a considérée comme moderne, et a supposé l'existence ancienne d'une abside, mais elle n'a pas pu être prouvée par les fouilles entreprises en 2004. Eugène Müller signale du reste deux petits oculi taraudés dans des dalles de pierre, qui flanquent la fenêtre, « système d'ornement naïf et demi-barbare, que l'on retrouve à la Basse-Œuvre de Beauvais, à Bresles, à Montmille, à Tillé (autrefois) et à Allonne (?) ». À Athis-Mons, le clocher roman se situe également à l'extrémité orientale de l'église, et il est précédé d'une travée de chœur romane. D'autres particularités sont à signaler : une piscine liturgique est ménagée dans l'épaisseur d'un piédroit de l'arc triomphal, et des restes de peintures murales simples : des trèfles noirs, des étoiles stylisées, et des faux joints en ocre rouge,.

### Extérieur

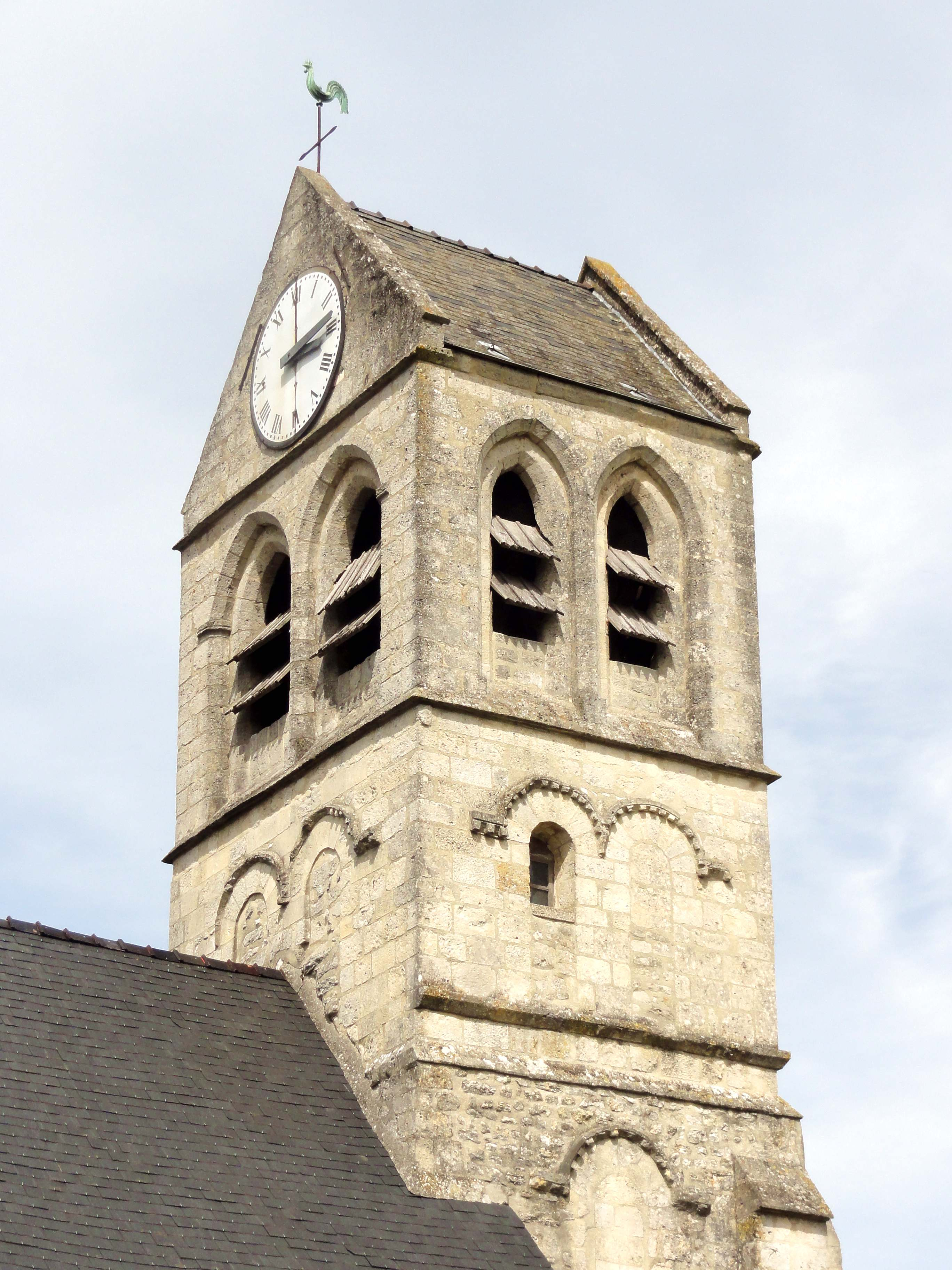
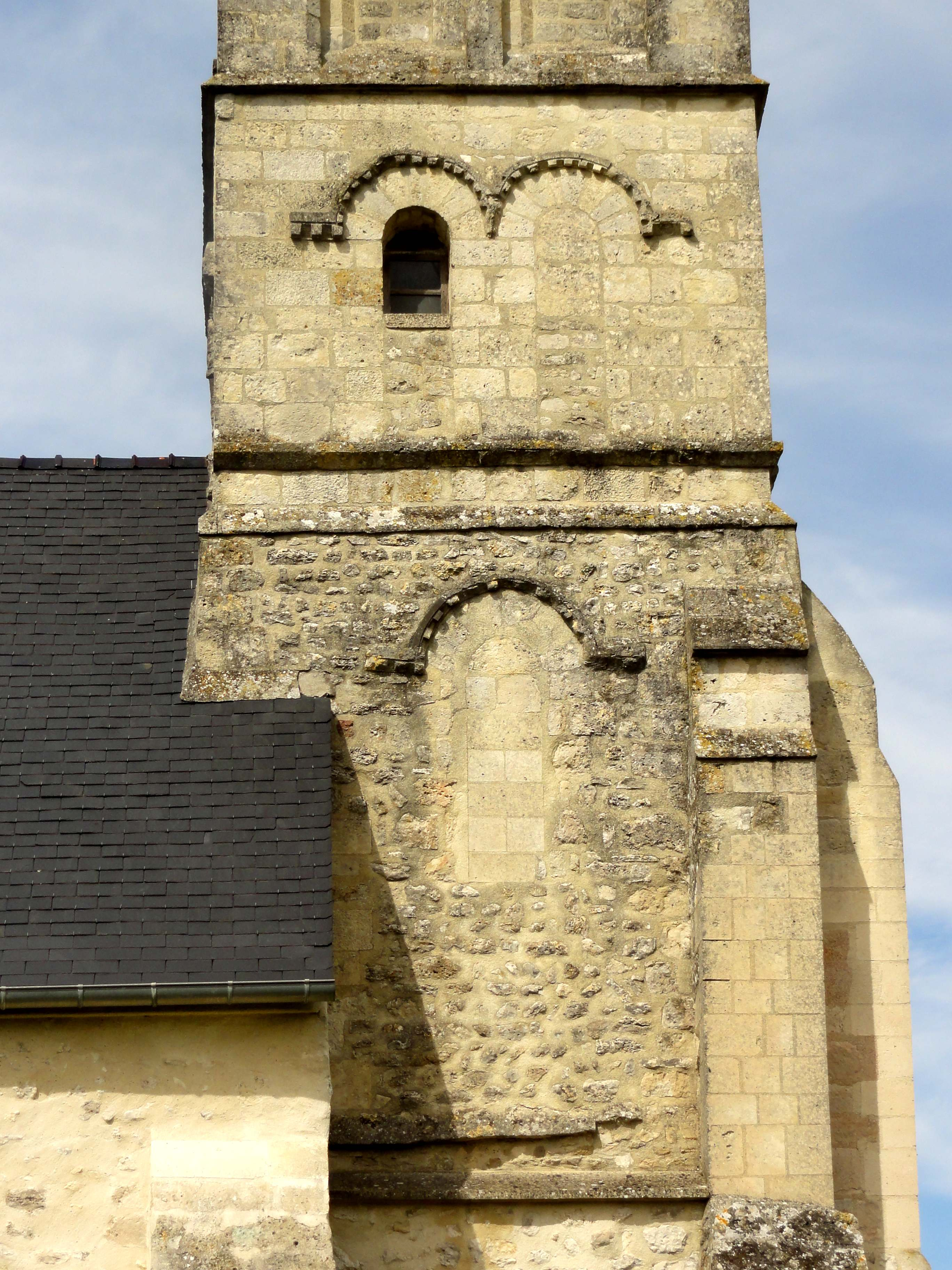
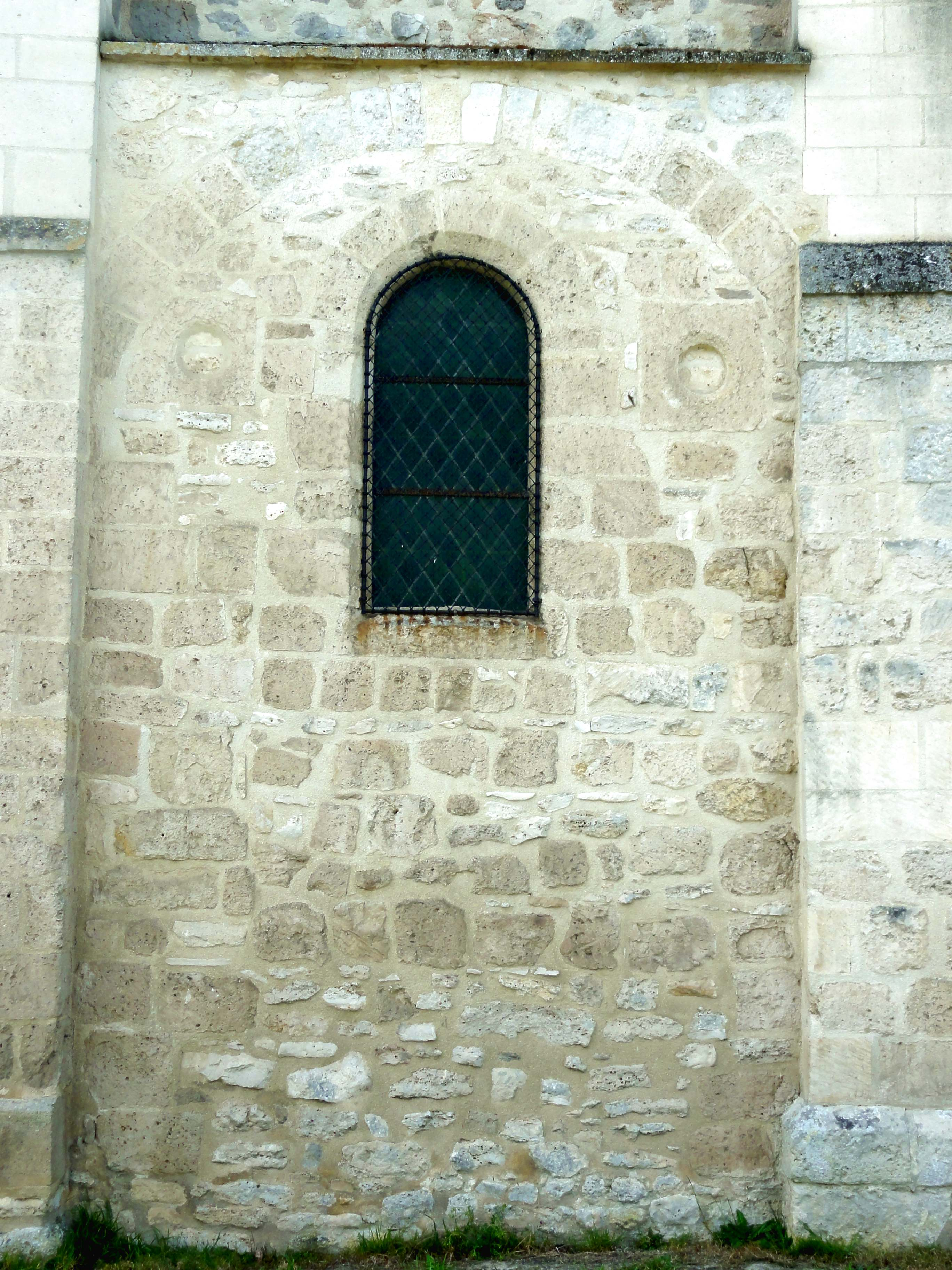
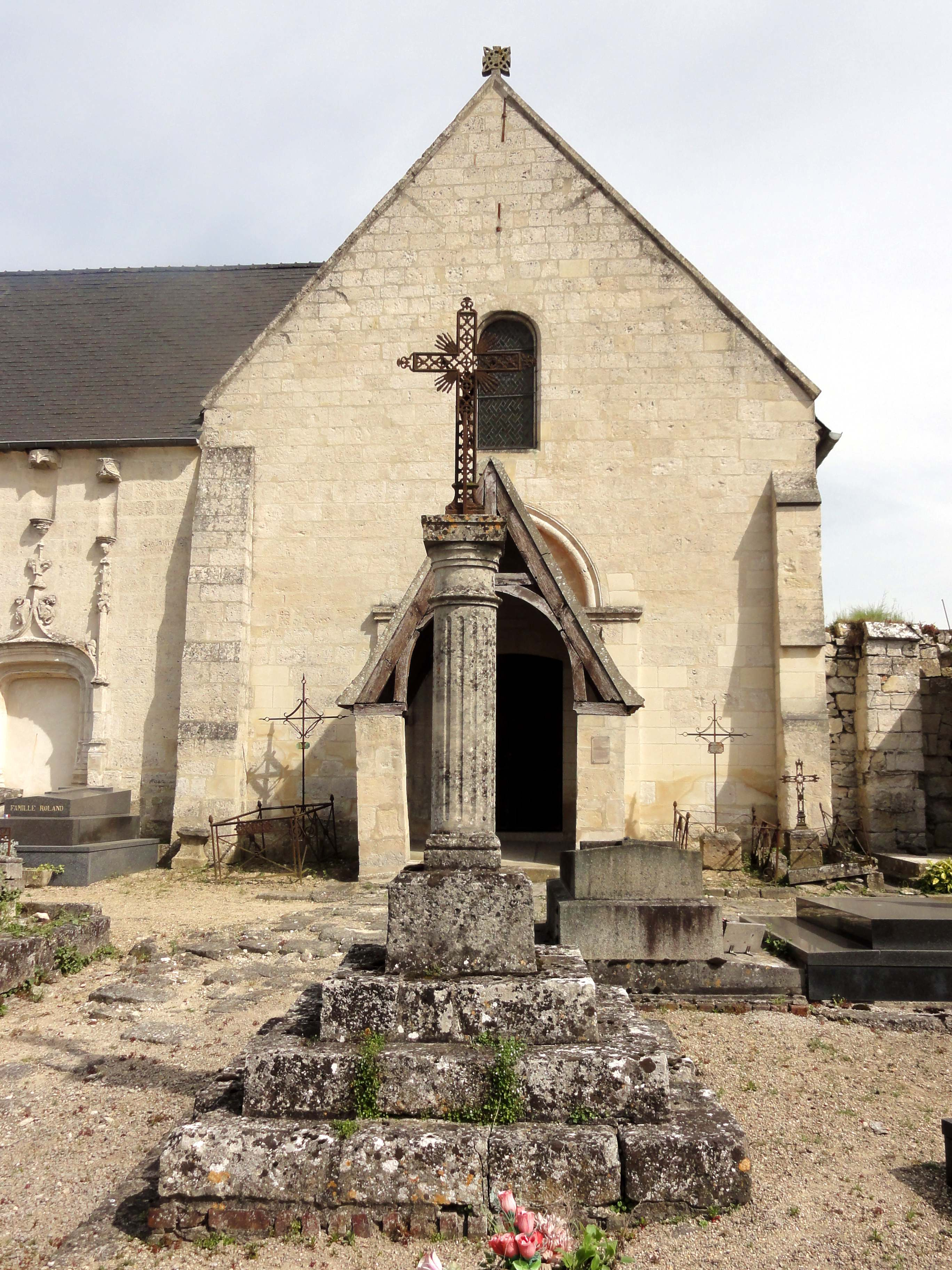
Croix de cimetière.
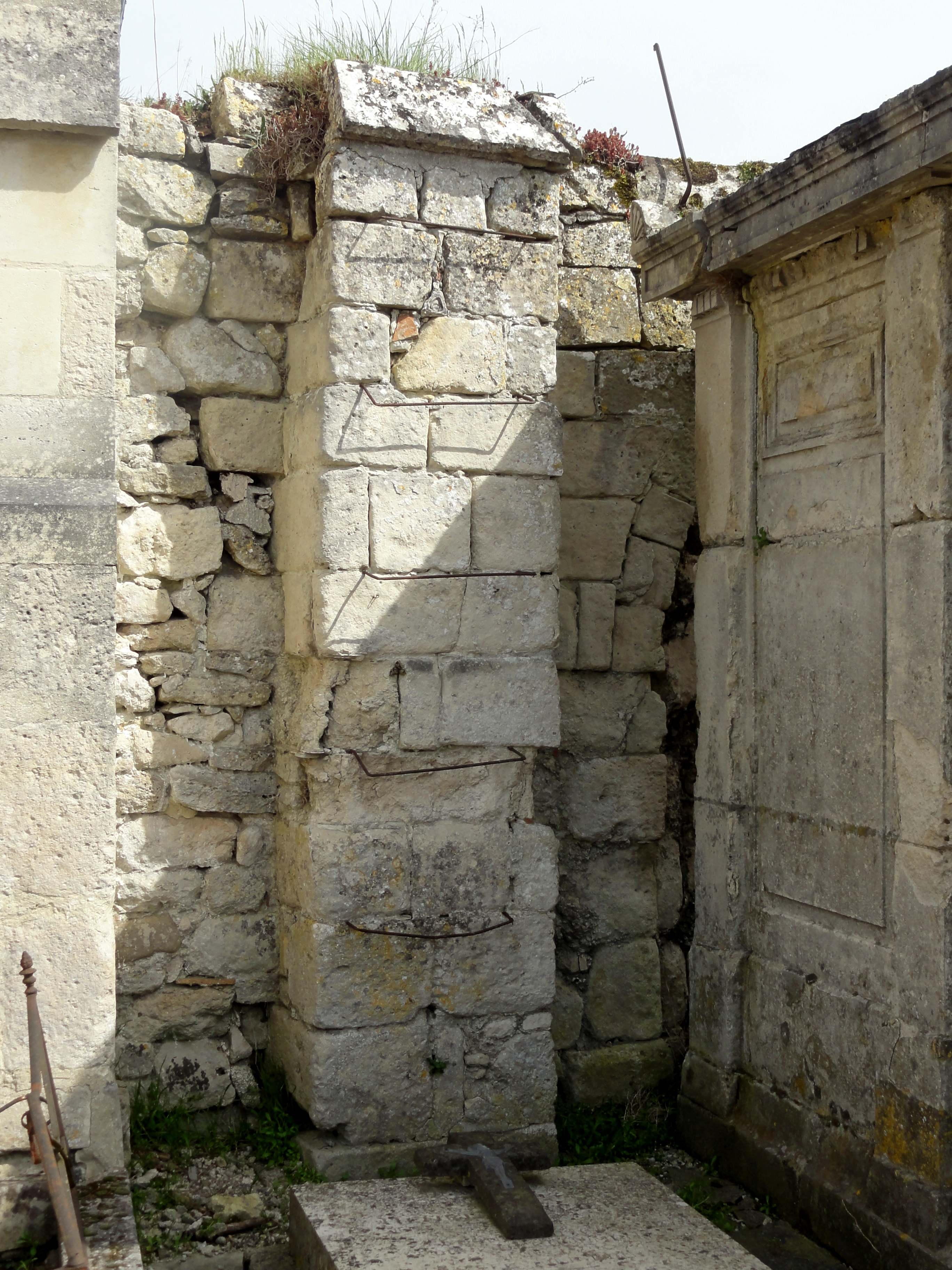
Mur du bas-côté sud.
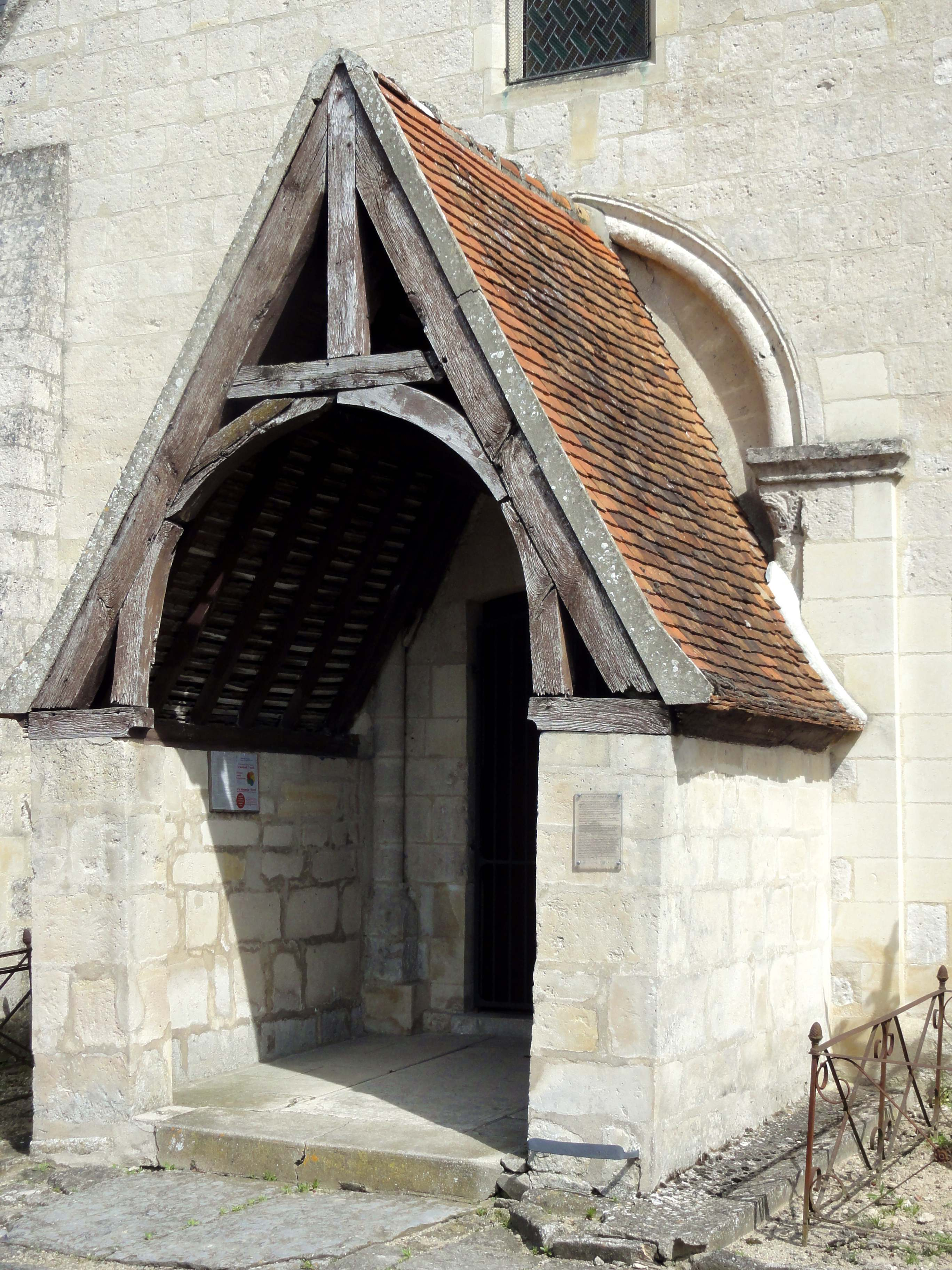
Porche.

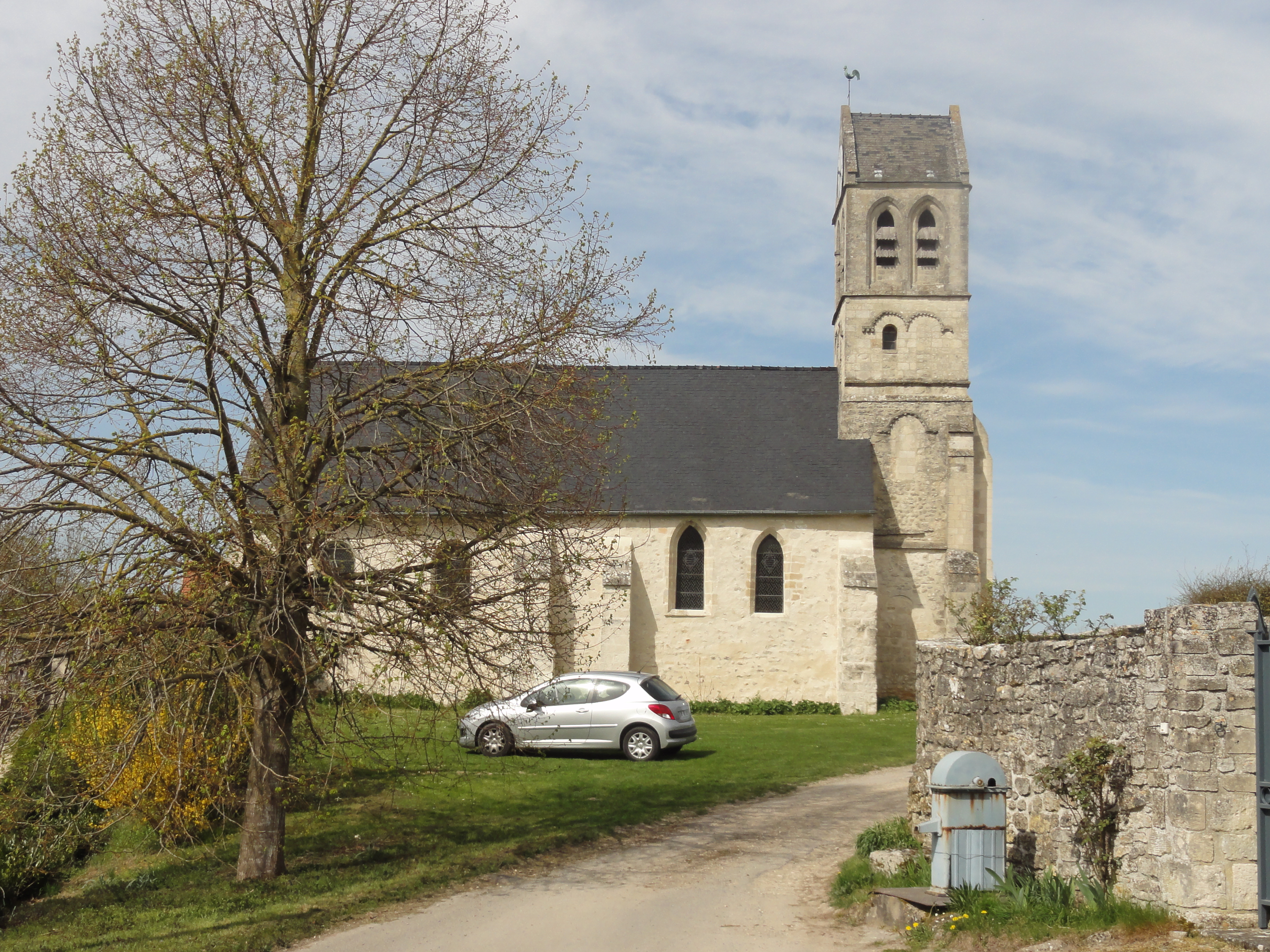
Vue depuis le sud.

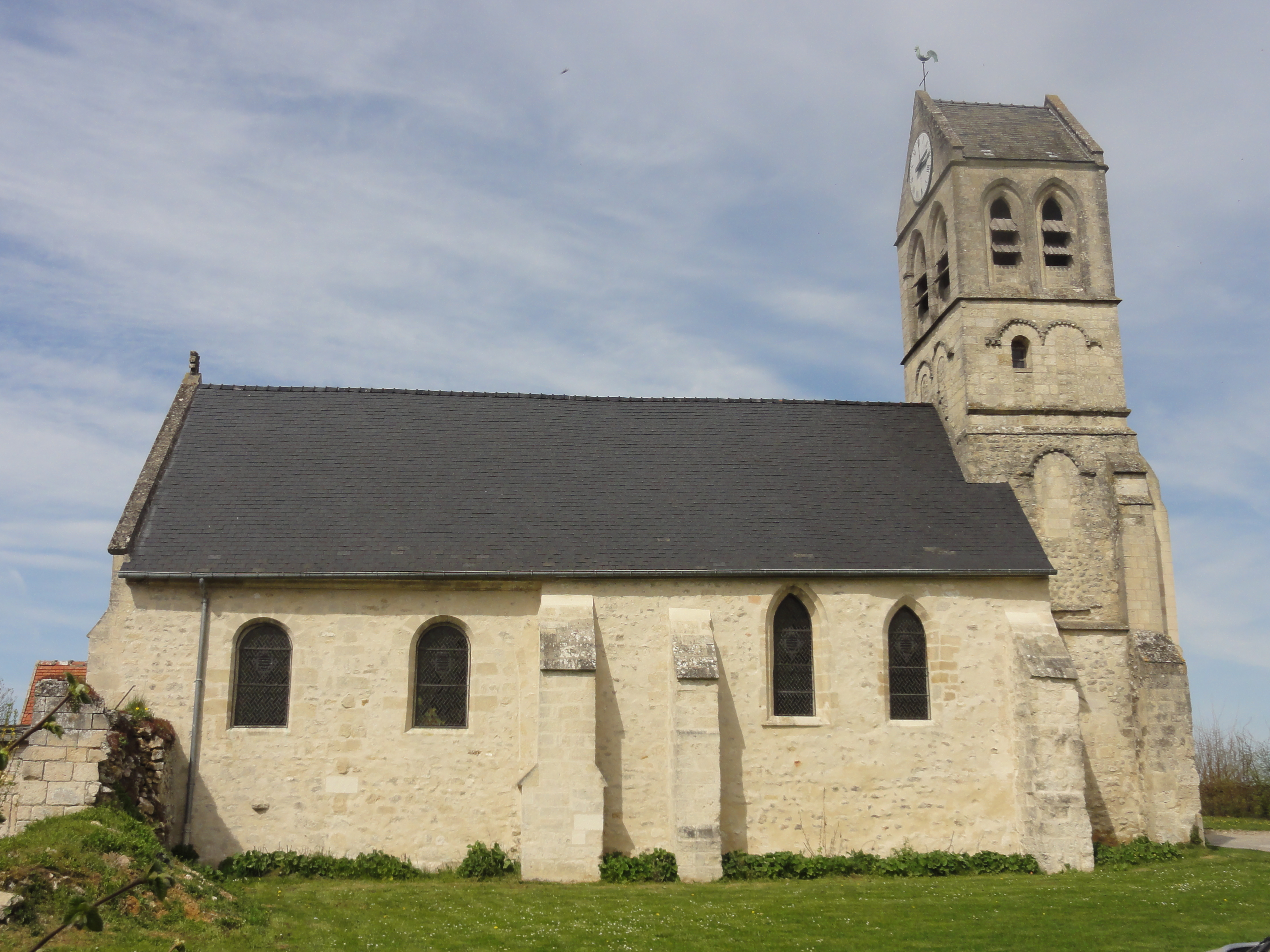
Vue depuis le sud.

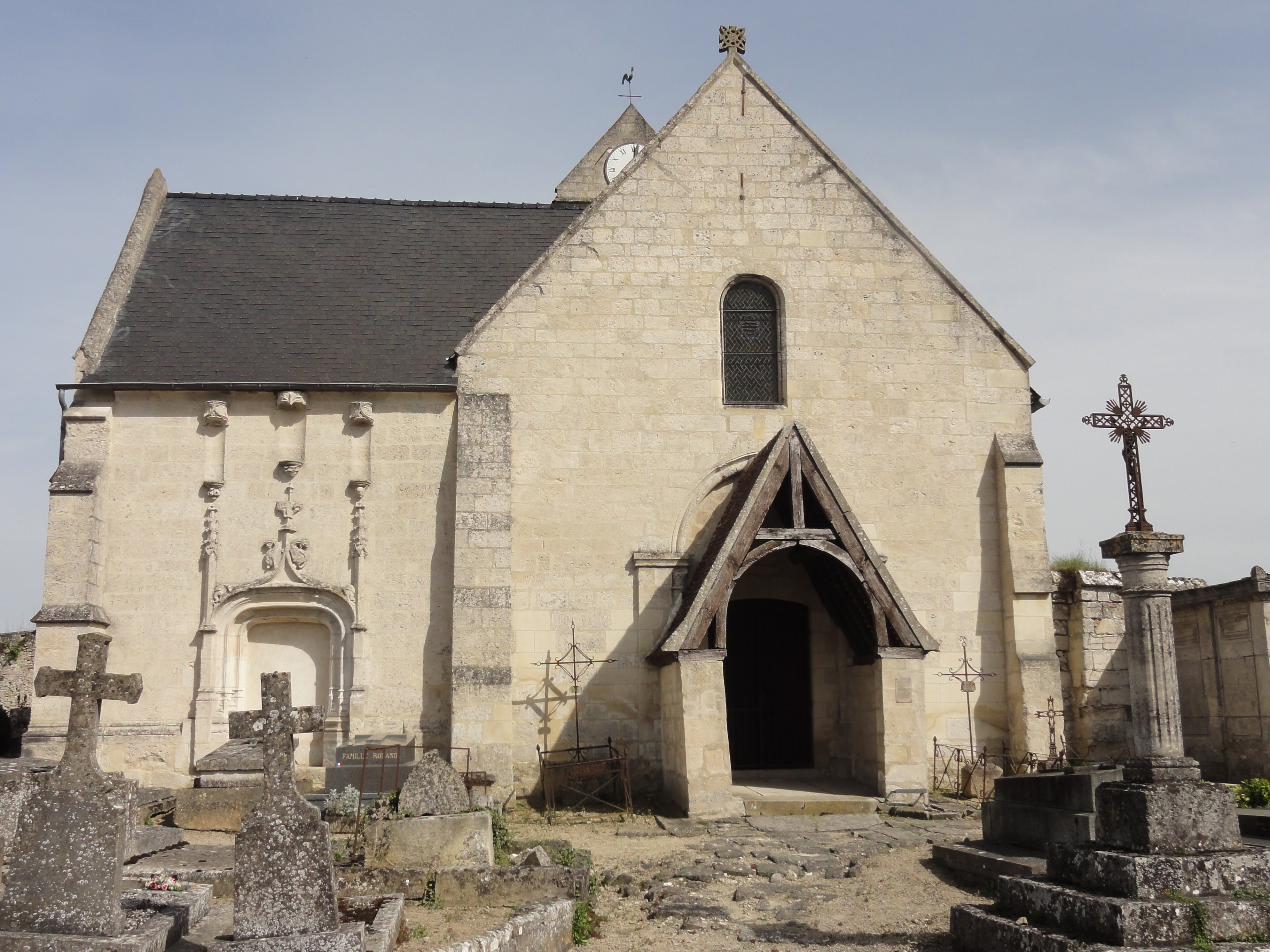
Façade occidentale.

La façade occidentale de la nef est flanquée de deux contreforts, dont celui de gauche date d'origine, soit des alentours de 1160. C'est un contrefort plat de type roman, qui se retraite trois fois par un fruit, et s'amortit par un long glacis pentu. L'autre contrefort a été refait à une époque indéterminée. En haut du pignon, l'on remarque une croix en antéfixe croisillonnée. La fenêtre haute n'est pas décorée. Le portail est malheureusement caché par le porche, qui se résume à un toit en bâtière aigu et deux murs de faible hauteur. Eugène Müller écrit : « Cette porte est d'un caractère simple et distinguée : dans une applique ou saillie coiffée d'un fronton triangulaire, une paire de colonnettes à chapiteaux d'acanthes soutient une archivolte en tiers-point moulurée avec soin ». Le portail flamboyant du collatéral est également remarquable. Il est en anse de panier, et entourée d'une double gorge et de moulures prismatiques, qui sont munies de bases gothiques. Deux minces clochetons plaqués flanquent le portail. Ils s'achèvent par des pinacles garni de crochets. Le portail est surmonté d'une accolade se terminant par un fleuron. Deux créatures fantastiques, qui évoquent des cochons ailés, sont coincées dans les angles entre les clochetons et l'accolade, alors que deux dragons peuplent les flancs de l'accolade. En haut du portail, trois niches à statues aujourd'hui vides sont ménagées dans le mur. Restent les culs-de-lampe servant de support aux statues, dont celui à droite s'appuie sur une tête de démon, et les dais richement sculptés de motifs végétaux, d'accolades et d'arcatures trilobées plaquées, mais non ajourés.
Les élévations latérales de l'église sont de faible intérêt. Les fenêtres ont déjà été décrites. Au nord, la chapelle de la Vierge est munie de contreforts à larmiers, qui s'achèvent par un glacis formant larmier. Un larmier court à la limite supérieure des allèges des deux premières travées, et est également présent sur les contreforts de la chapelle de la Vierge, qui ont donc été repris à la période flamboyante. Cependant, les contreforts du collatéral ne sont pas identiques, car ils ne possèdent pas d'autre larmier. Le premier contrefort est assez éloigné de l'angle de l'édifice, ce qui concorde avec l'existence d'un arc-doubleau à l'intérieur du collatéral, près du mur occidental. Les fenêtres flamboyantes sont désaxées par rapport aux pignons, bien qu'alignées sous le sommet des voûtes. Au sud, la diversité des fenêtres frappe tout d'abord, ainsi que le voisinage presque immédiat de deux contreforts au milieu du mur.
Le clocher est d'une rare austérité, même comparé aux autres clochers de la seconde moitié du XIe siècle dans la région, parmi lesquels les tours de chevet de Morienval, Rhuis, Saint-Aignan de Senlis, et la tour nord de Saint-Pierre de Senlis. Le clocher de Cramoisy, qui date du tout début du XIIe siècle, est pauvre en ornementation, mais toutefois plus soigné. Ce sont son archaïsme, son ancienneté et sa voûte en berceau qui font l'intérêt du clocher de Duvy, plus que ses qualités architecturales. La tour se compose de sa base et de trois étages, dont seulement le premier semble contemporain du rez-de-chaussée : ces deux niveaux sont bâtis en moellons irréguliers, alors que les niveaux supérieurs sont bâtis en pierre de taille. Des contreforts n'existent qu'aux angles orientaux, ce qui pourrait confirmer l'hypothèse, rendue probable par le résultat des fouilles, de l'absence d'une abside. Habituellement, les contreforts sont présents à tous les angles, quitte à faire saillie dans la nef, à moins qu'ils ne soient complètement absents, comme à Cramoisy. À l'angle nord-est, les contreforts se retraitent par un fruit à mi-hauteur, et par un fruit de forme arrondi proche de leur sommet, à la limite entre le second et le troisième étage. Ils se terminent par un glacis. À l'angle sud-est, les contreforts sont partiellement refaits, et des glacis formant larmier se trouvent à l'emplacement des fruits. Des larmiers terminent les murs du premier et du second étage. Au sud, la baie bouchée du rez-de-chaussée demeure visible. Au sud, à l'est et au nord, le second étage présente une fenêtre en plein cintre bouchée sous une archivolte de billettes. Le troisième étage est ajouré de deux baies en plein cintre par face, qui prennent appui sur un bandeau doublement biseauté (sauf à l'ouest), et sont agrémentées de cordons de billettes analogues au second étage. Les billettes sont tantôt cubiques, tantôt cylindriques. Ces baies sont bouchées, sauf la partie supérieure d'une baie au sud, et d'une autre au nord. Le début du dernier étage, qui a été ajouté à la période gothique, est marqué par un larmier semblable aux précédents, sauf à l'est, où l'on trouve un cordon de billettes. Chaque face est percée de deux baies abat-son gémelées en tiers-point, qui sont entourées d'un double chanfrein, ce qui est atypique,.

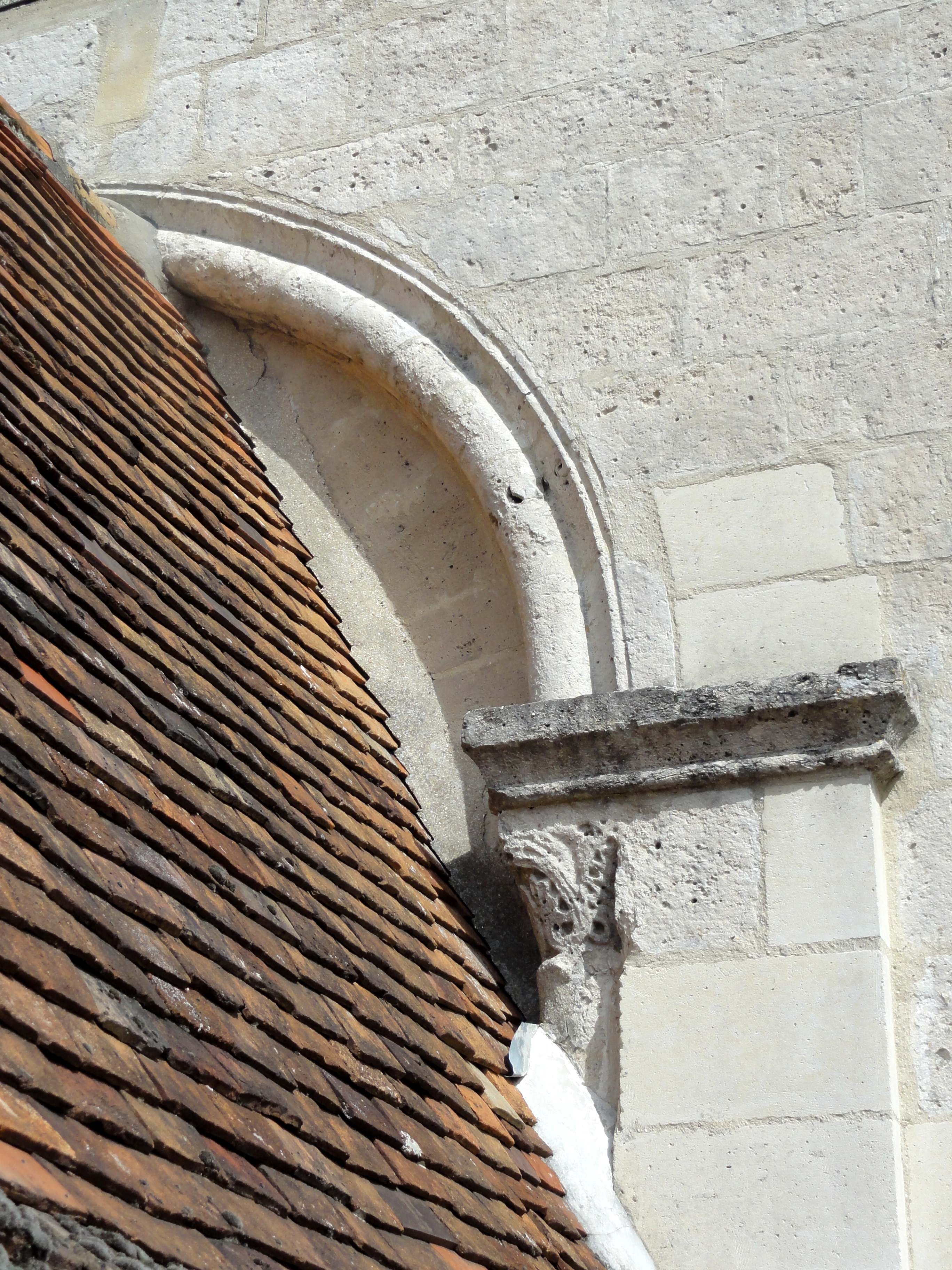
Archivolte du portail.
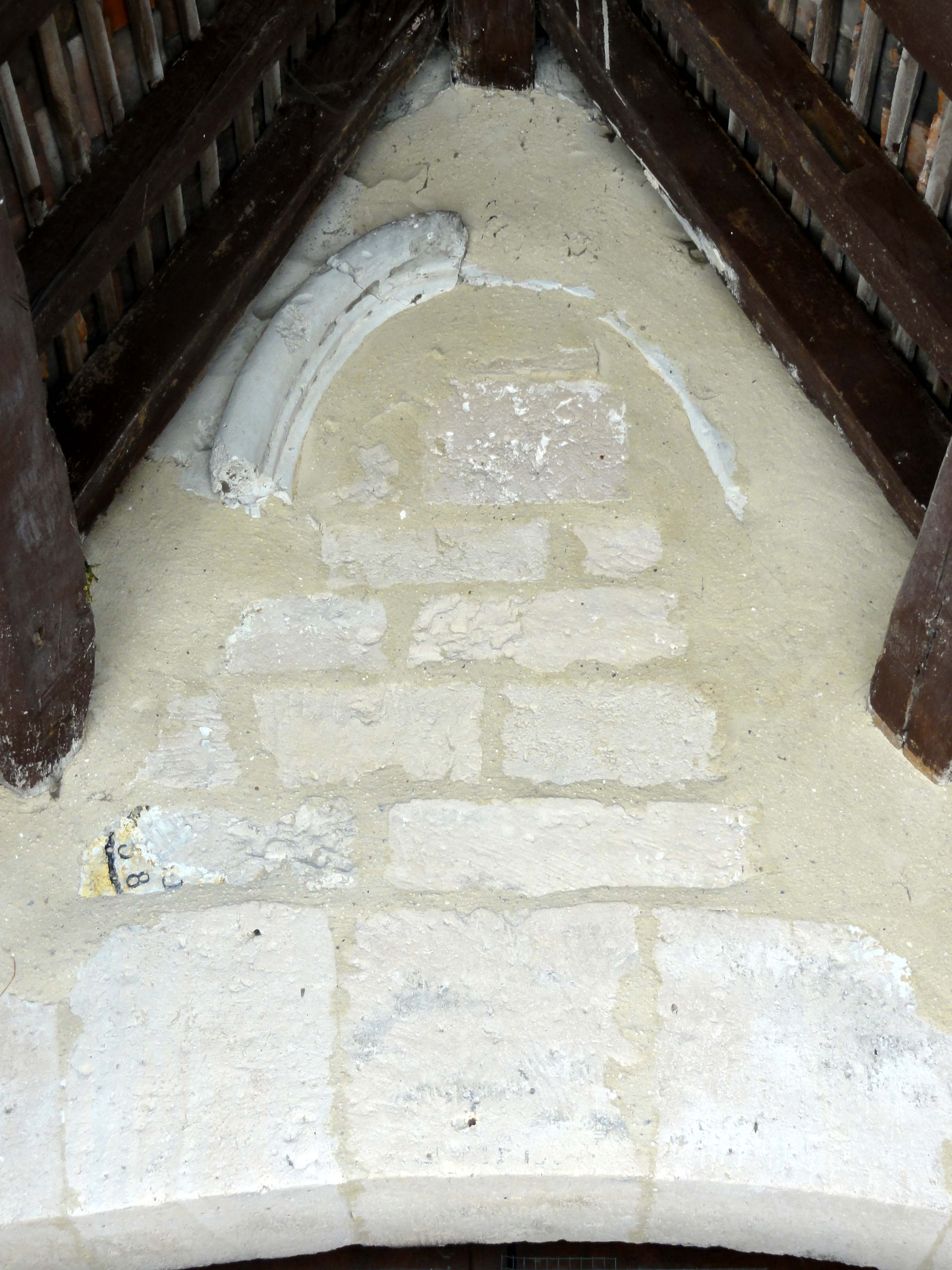
Tympan du portail.
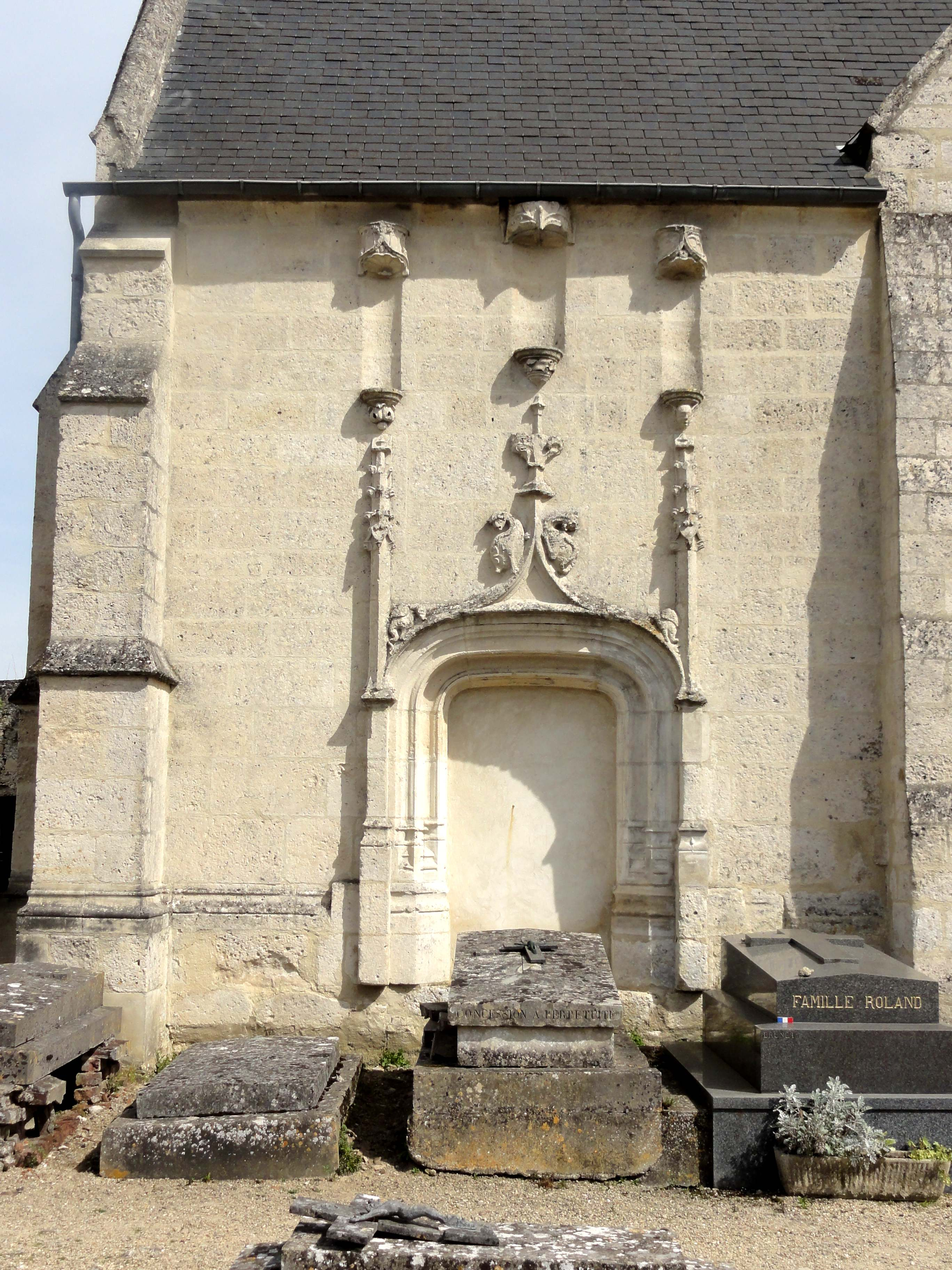
Façade du collatéral.
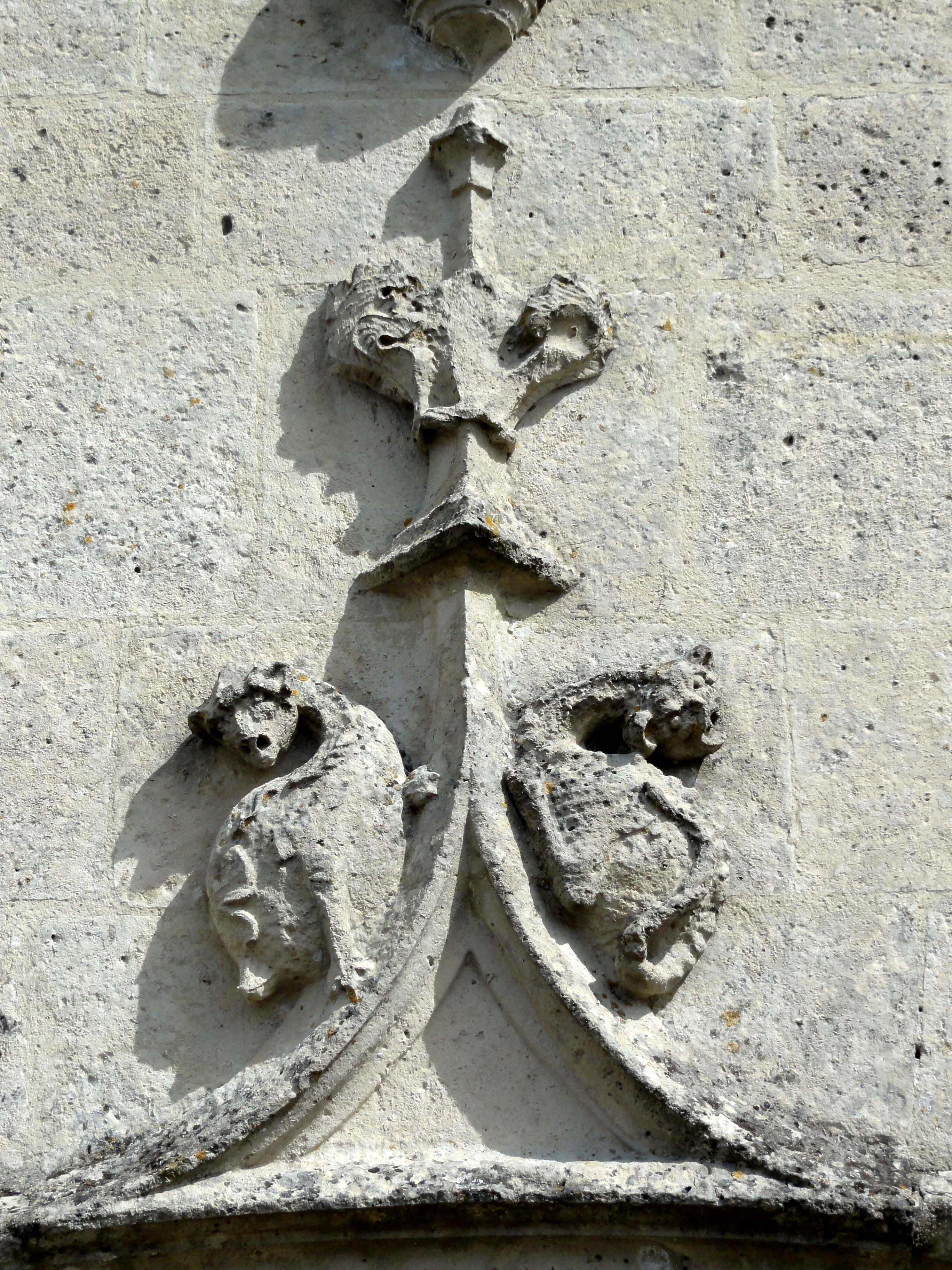
Accolade du portail.
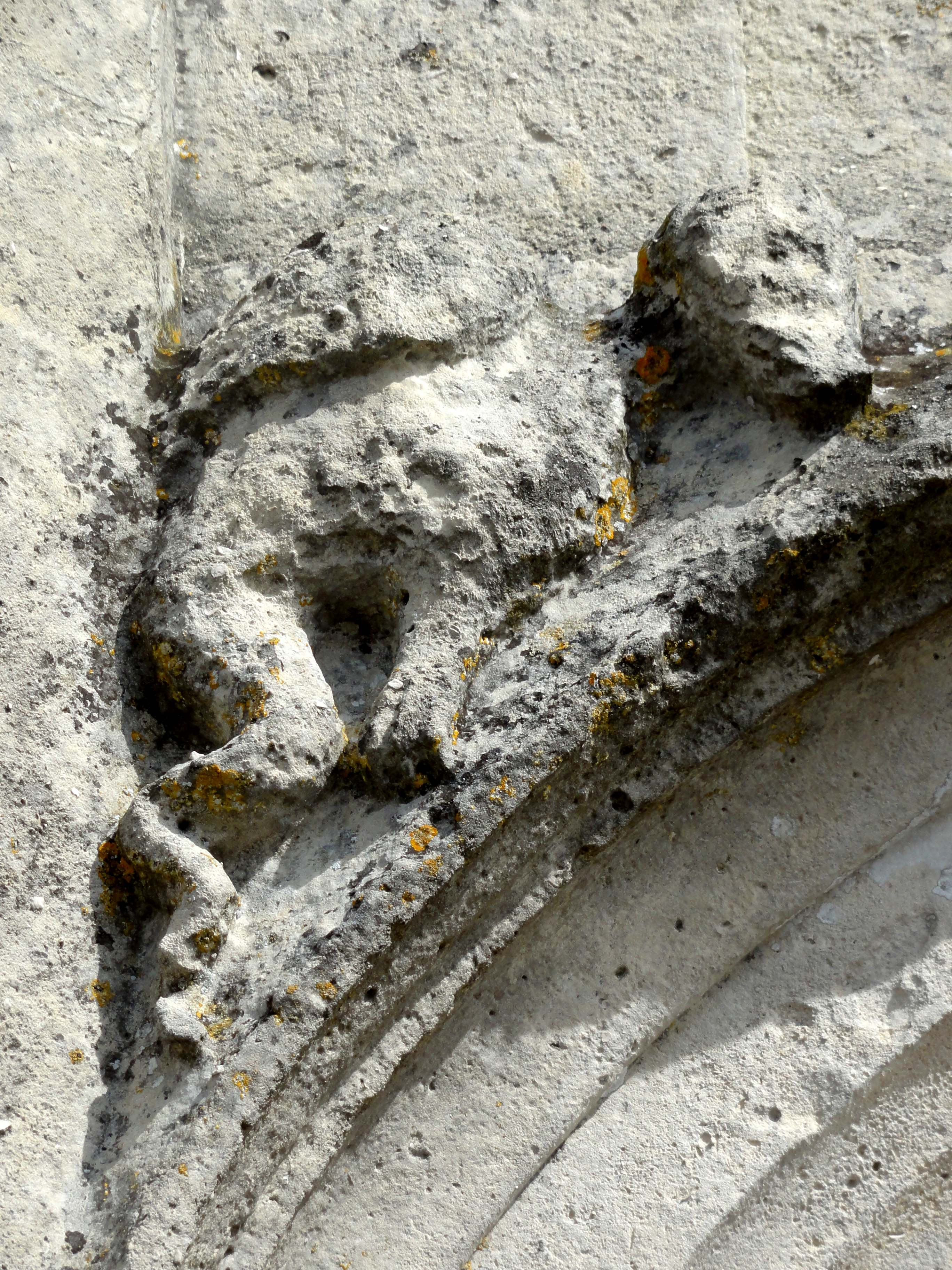
Chimère sur l'archivolte.
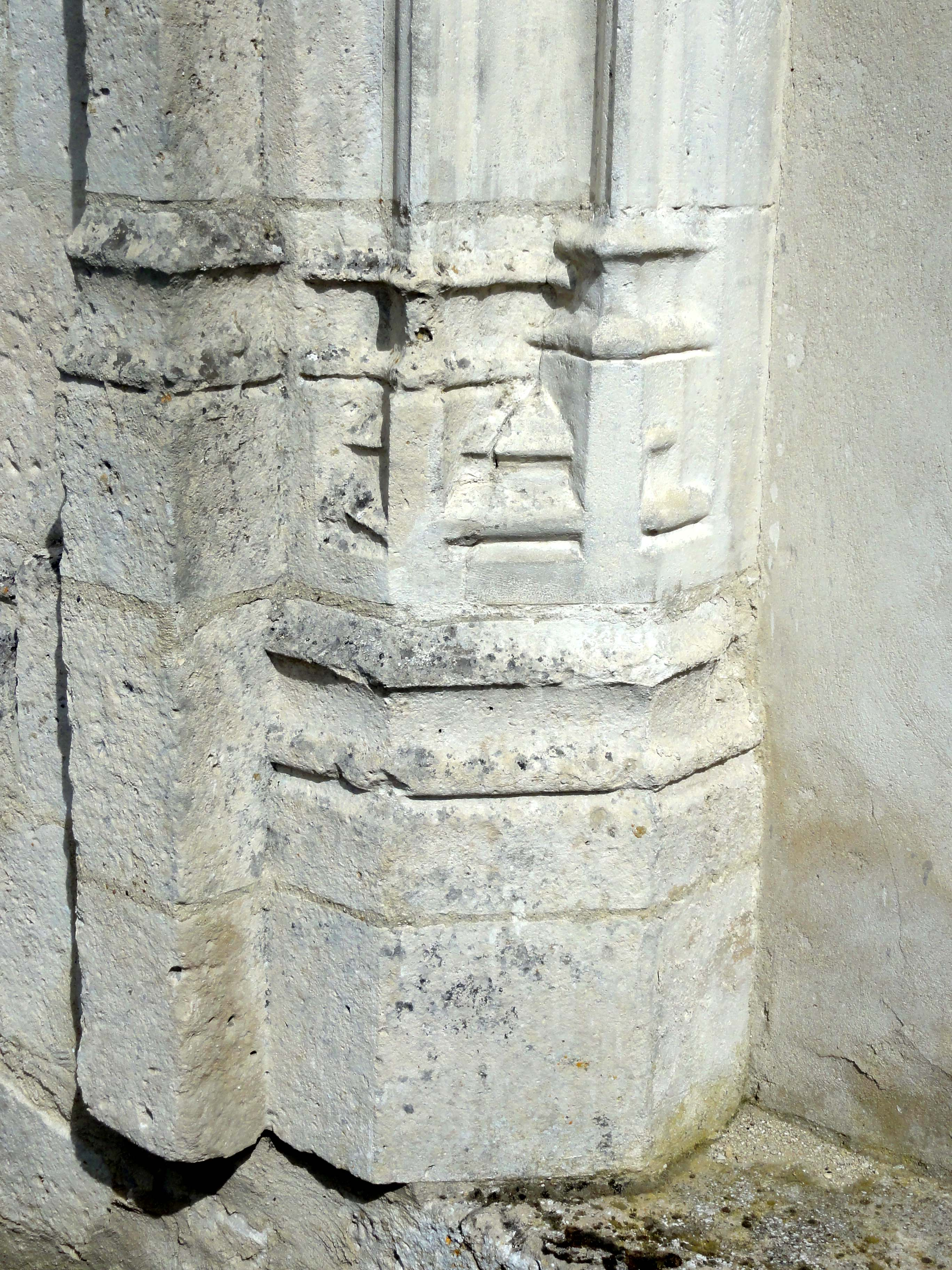
Bases du portail.

## Mobilier

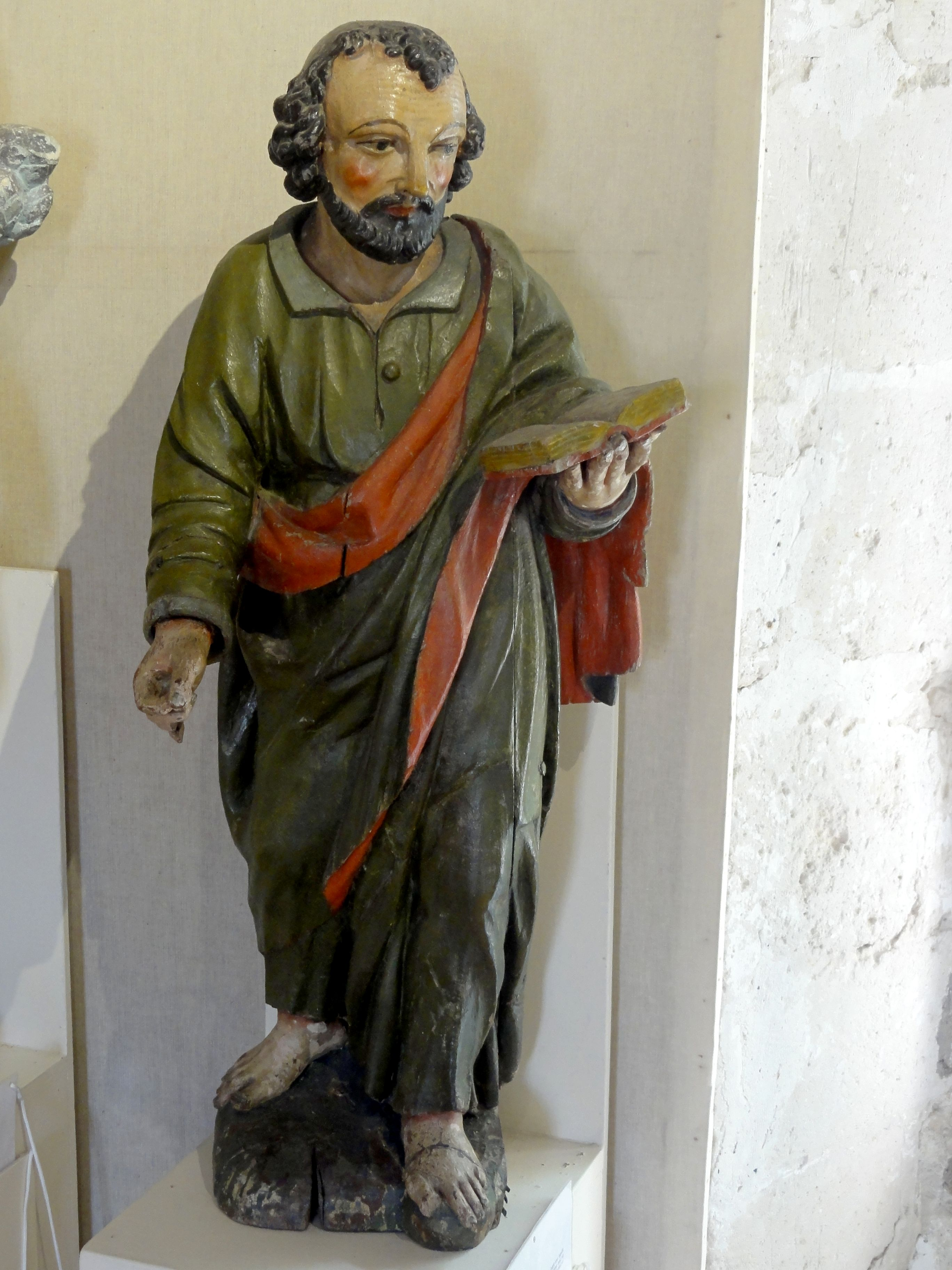
Statue de saint Pierre.

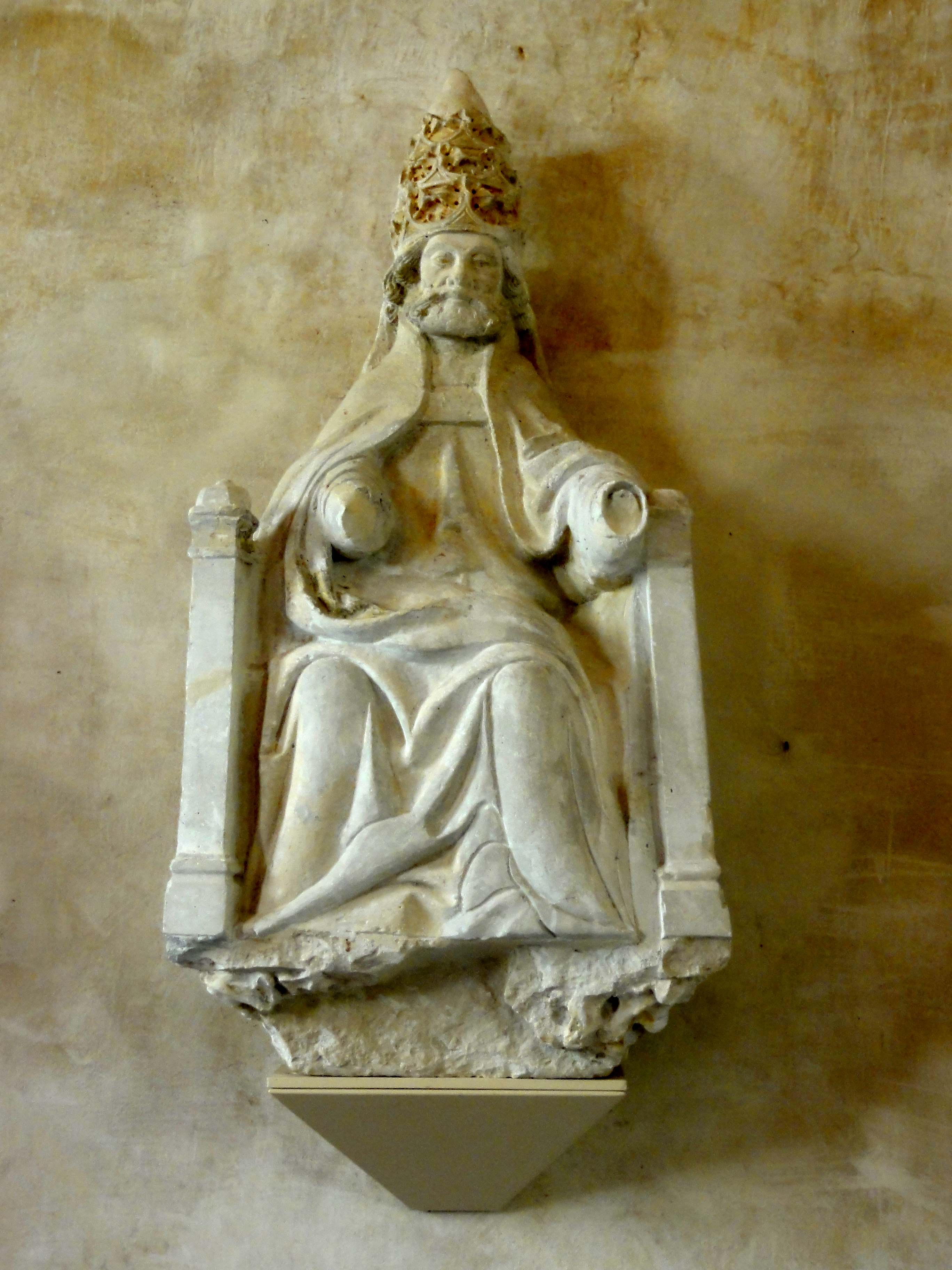
Statuette de saint Pierre.

L'église conserve quatre plaques funéraires en pierre calcaire, dont une à effigies gravées, et trois plaques de fondation. Parmi ces plaques, deux sont classées depuis 2005 seulement. Parmi le mobilier proprement dit, une statue est classée, mais elle a été confiée au musée de l'Archerie et du Valois de Crépy-en-Valois. En revanche, l'église abrite une statue qui a été récemment inscrite. Le mobilier date pour l'essentiel des XVIIe et XVIIIe siècless.
- La statue en bois feuillu de saint Pierre mesure 98 cm de haut, et date du XVIIe siècle. Elle est sculptée en ronde-bosse, mais le revers est évidé. La polychromie d'origine disparaît sous une épaisse couche de peinture moderne. Les clés manquent, et le bras droit ainsi que le pied gauche ont été recollés. L'œuvre a été classée en 1966[11].
- La statuette en pierre calcaire anciennement polychrome de saint Pierre assis sur le trône pontifical date de la fin du XVe siècle. Elle est contemporaine du portail bouché du collatéral, et y occupait la niche centrale, d'où elle a été retirée en 2006. Elle a été inscrite aux monuments historiques en 2007, et bénéficié d'une restauration en 2010. Dans ce contexte, sa base moderne où était portée l'inscription « Saint-Sulpice » surchargée de « pape », s'est effritée. Les restes de l'ancienne base en forme de tronc de pyramide ont été redécouverts. Un tel socle ne pouvait servir de support à une statue placée dans une niche : son emplacement d'origine devait être ailleurs. Par ailleurs, l'inventaire de l'église dressé sous la Révolution française ne mentionne pas la statue. Sa partie inférieure se caractérise par une physionomie « tassée », avec des fémurs très courts, afin de mieux dégager la vue sur le visage, ce qui met en évidence que la sculpture est conçue pour être contemplée de bas en haut. Au XVIIIe siècle, la statue a subi une chute qui a cassé les mains, les poignets et une partie du trône. Ces parties ont été refaites, puis supprimées lors de la restauration en 2010[12].
- La cuve de la chaire à prêcher est décorée de quatre panneaux sculptés de bas-reliefs. Trois sont à peu près identiques et présentent des motifs floraux. Sur le troisième figure saint Pierre prêchant, en position assise, vêtu d'une longue robe et entouré de divers attributs, dont deux livres, un ouvert et un fermé ; les deux clés du ciel ; et un coq sur un piédestal. Il fait référence au reniement de Jésus par son apôtre : « Et Pierre se souvint de la parole que Jésus lui avait dite : Avant que le coq chante deux fois, tu me renieras trois fois. Et en y réfléchissant, il pleurait. » (Mc 14,72). Le visage et même les mains de saint Pierre ont été bûchés à la Révolution. Le dosseret de la chaire porte un tableau représentant l'emblème pontifical.
- La clôture en bois des fonts baptismaux est de style baroque. Elle se compose de deux panneaux ajourés au sud, qui sont malheureusement endommagés, et font encore apparaître des motifs de volutes, et d'une balustrade à l'est. Les balustres sont munis de chapiteaux ioniques. Au milieu, la porte est cantonnée de deux pilastres aux chapiteaux corinthiens, qui sont sculptés de divers symboles : une tête de chérubin entre deux ailes, qui crache en quelque sorte un triangle, pour la Sainte-Trinité ; deux volutes ; et une hostie au-dessus d'un ciboire. Anciennement, la clôture comportait apparemment un second niveau, et deux sections d'entablement susceptibles d'en provenir sont accrochés au mur.
- Au chevet du collatéral, le retable de la Vierge est flanqué de boiseries, qui englobent les deux portes de la sacristie, et des panneaux sculptés d'un vase et de guirlandes.
- Le retable de la Vierge est de style baroque, et se remarque par son décor sculpté particulièrement riche et soigné. Le tableau de retable représente seulement un ciel avec des nuages, et remplace certainement un tableau plus ancien. Une Vierge à l'Enfant probablement du XIXe siècle est placée devant. À gauche et à droite du tableau, des colonnes corinthiennes cannelées supportent un entablement complet, avec frise de rinceaux et corniche de denticules. Deux pots-à-feu encadrent le fronton en arc-de-cercle, qui est lui-même garni de petits pots-à-feu. Ses ailerons indiquent bien que l'œuvre est postérieure à la Renaissance. Au centre, le fronton arbore un médaillon peint à l'huile, où l'on voit la Vierge Marie assise sur un banc. L'Enfant Jésus, couché, pose sa tête sur ses genoux.

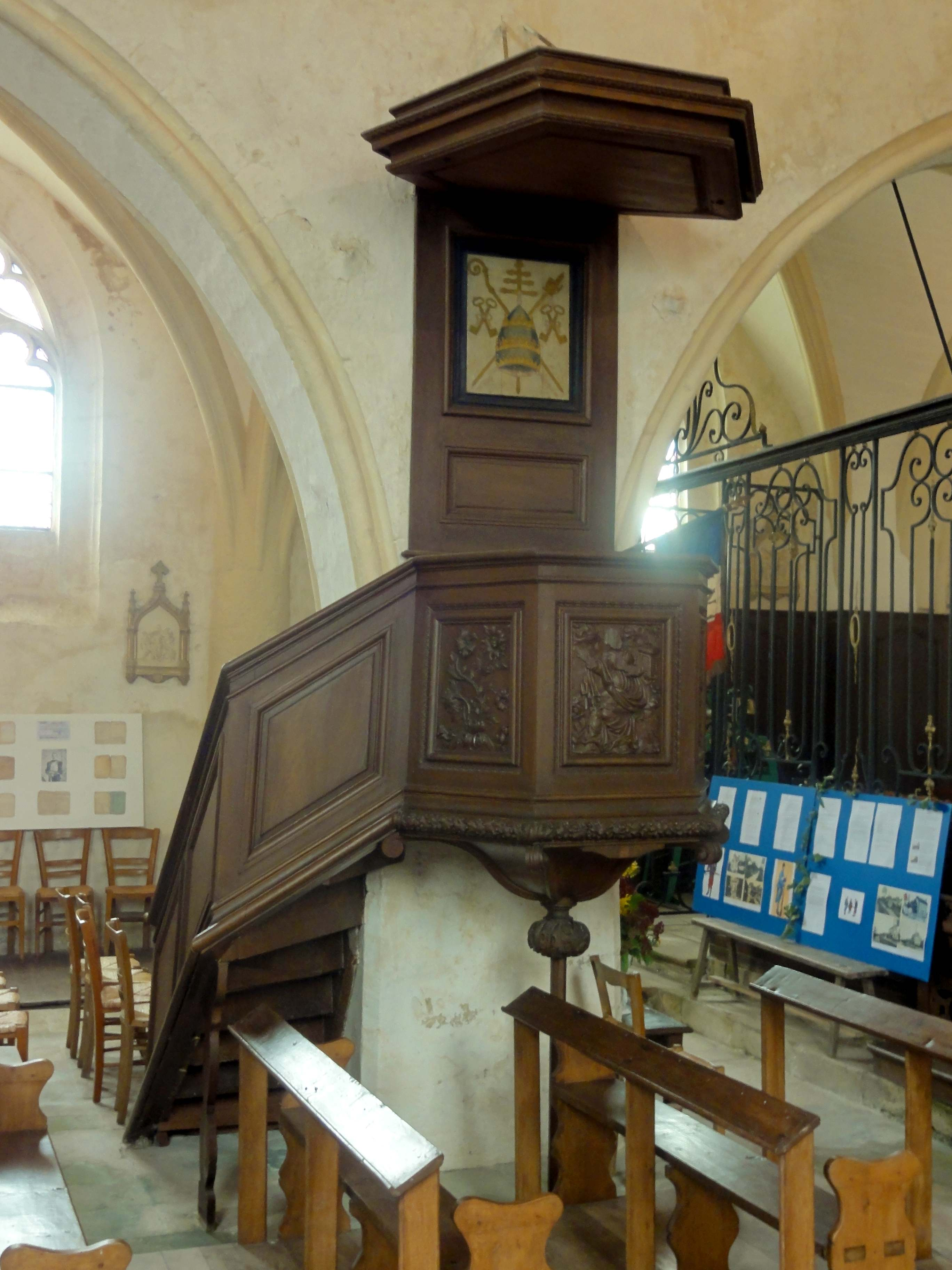
Chaire à prêcher.
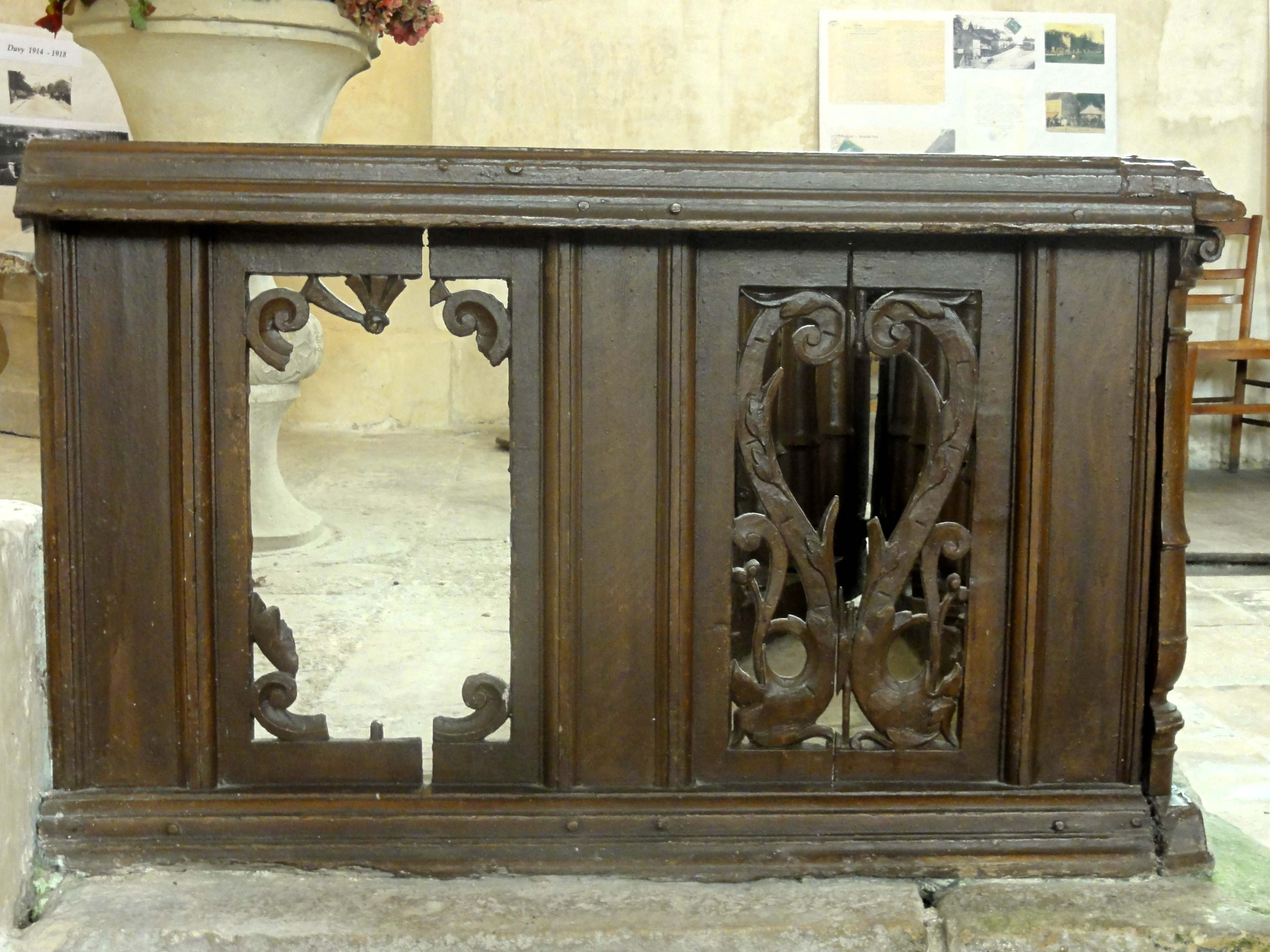
Clôture des fonts baptismaux, côté sud.
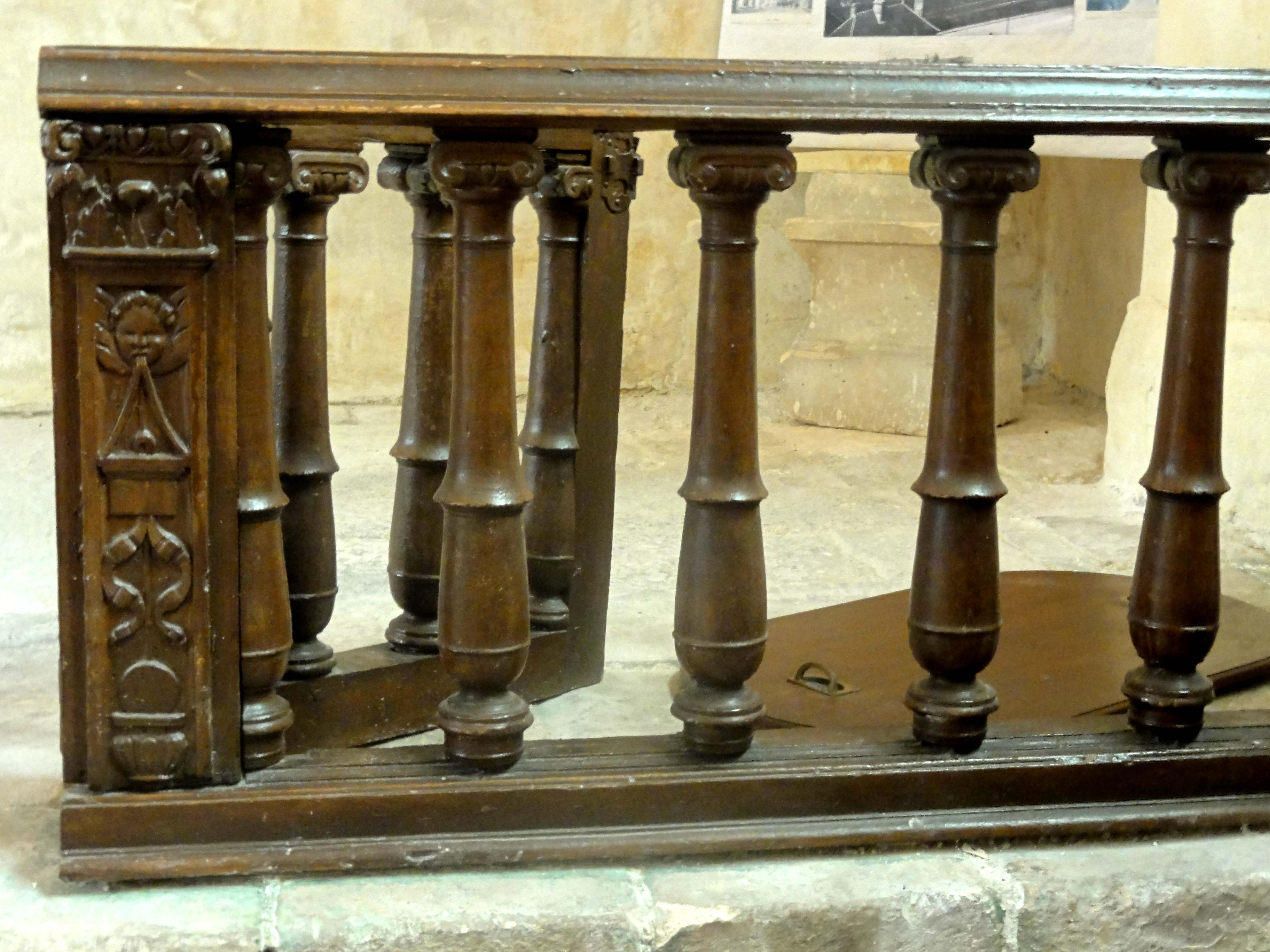
Clôture des fonts baptismaux, côté est.
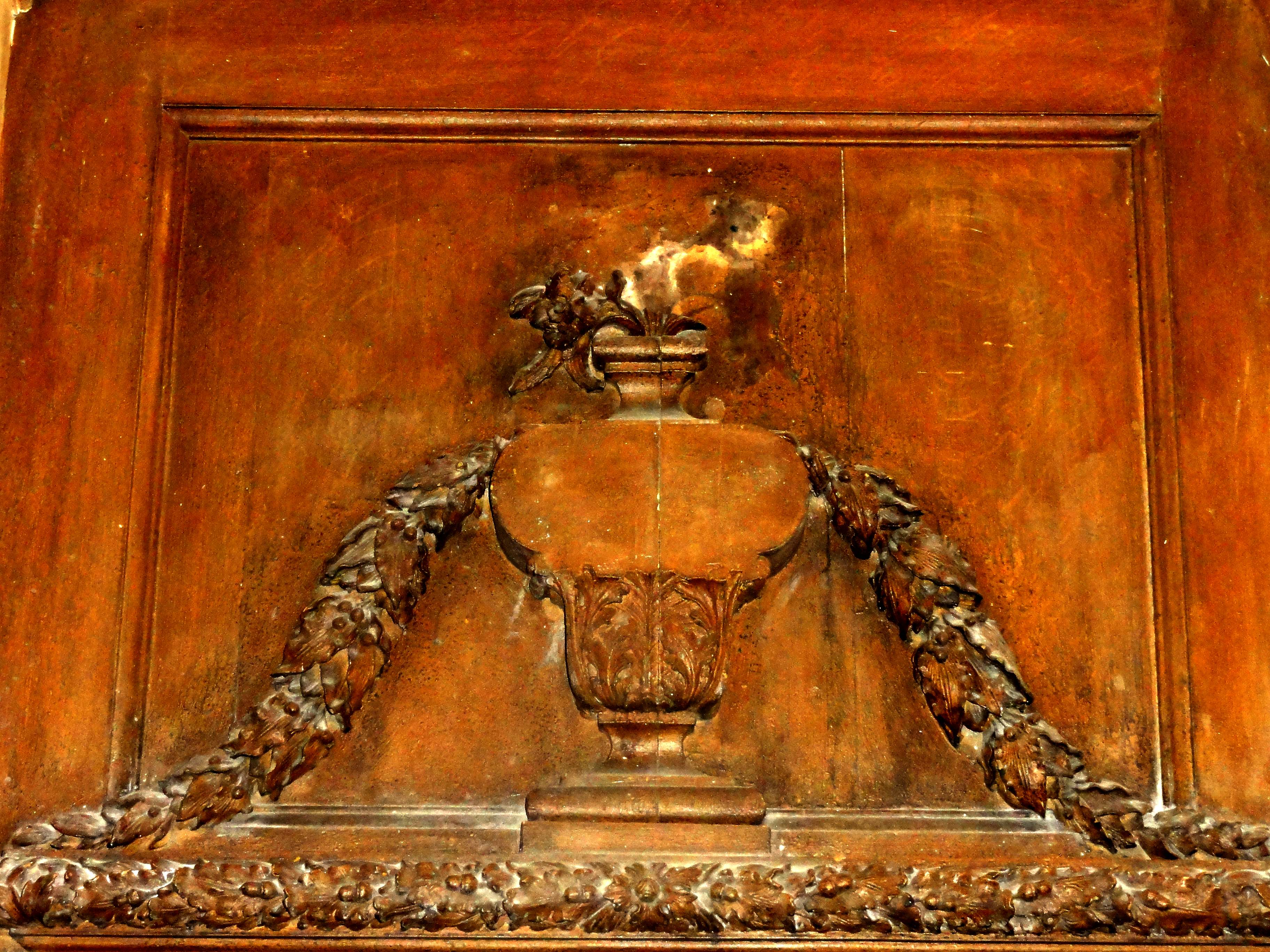
Boiseries au-dessus des portes de la sacristie.
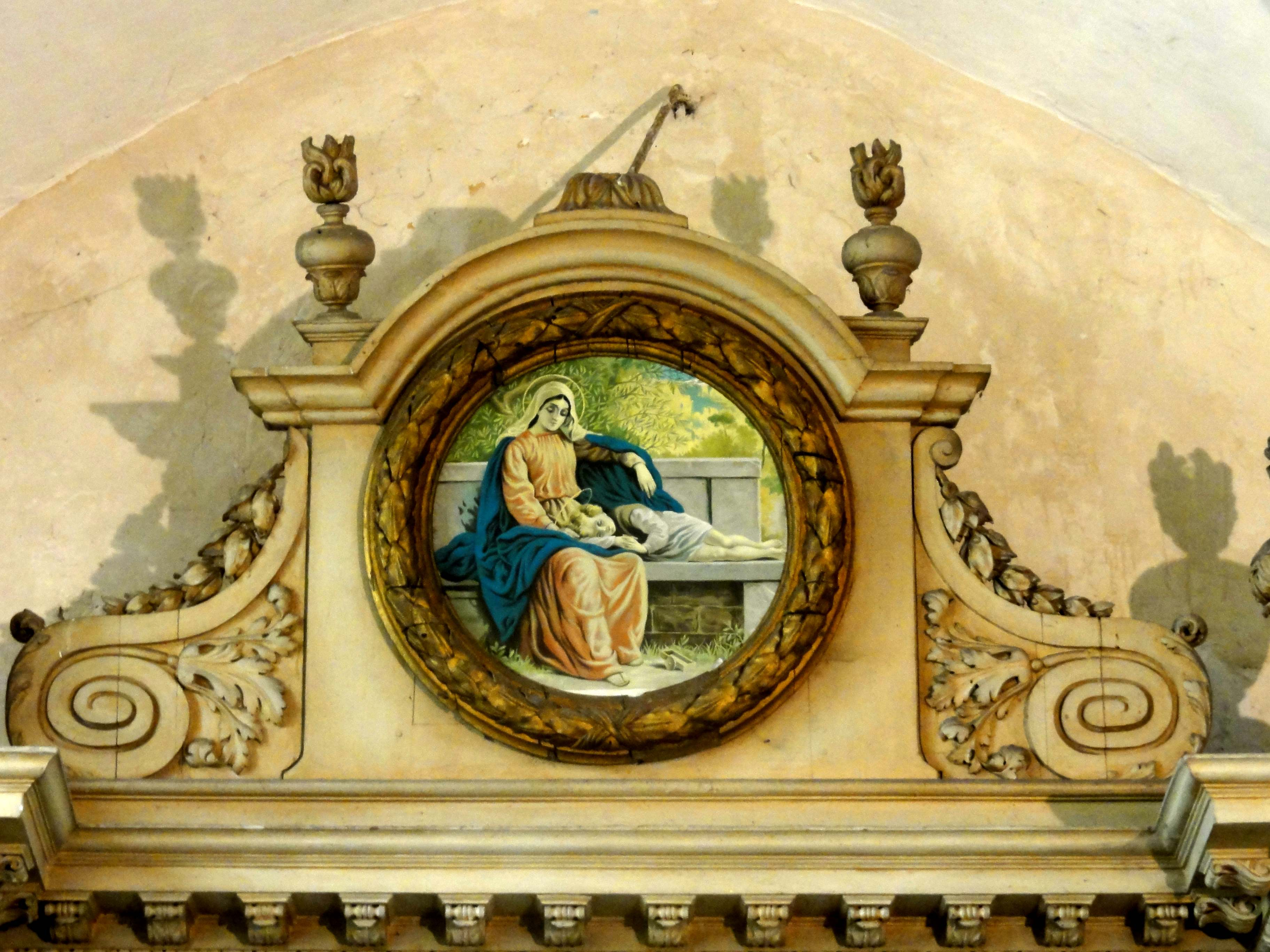
Fronton du retable de la Vierge.
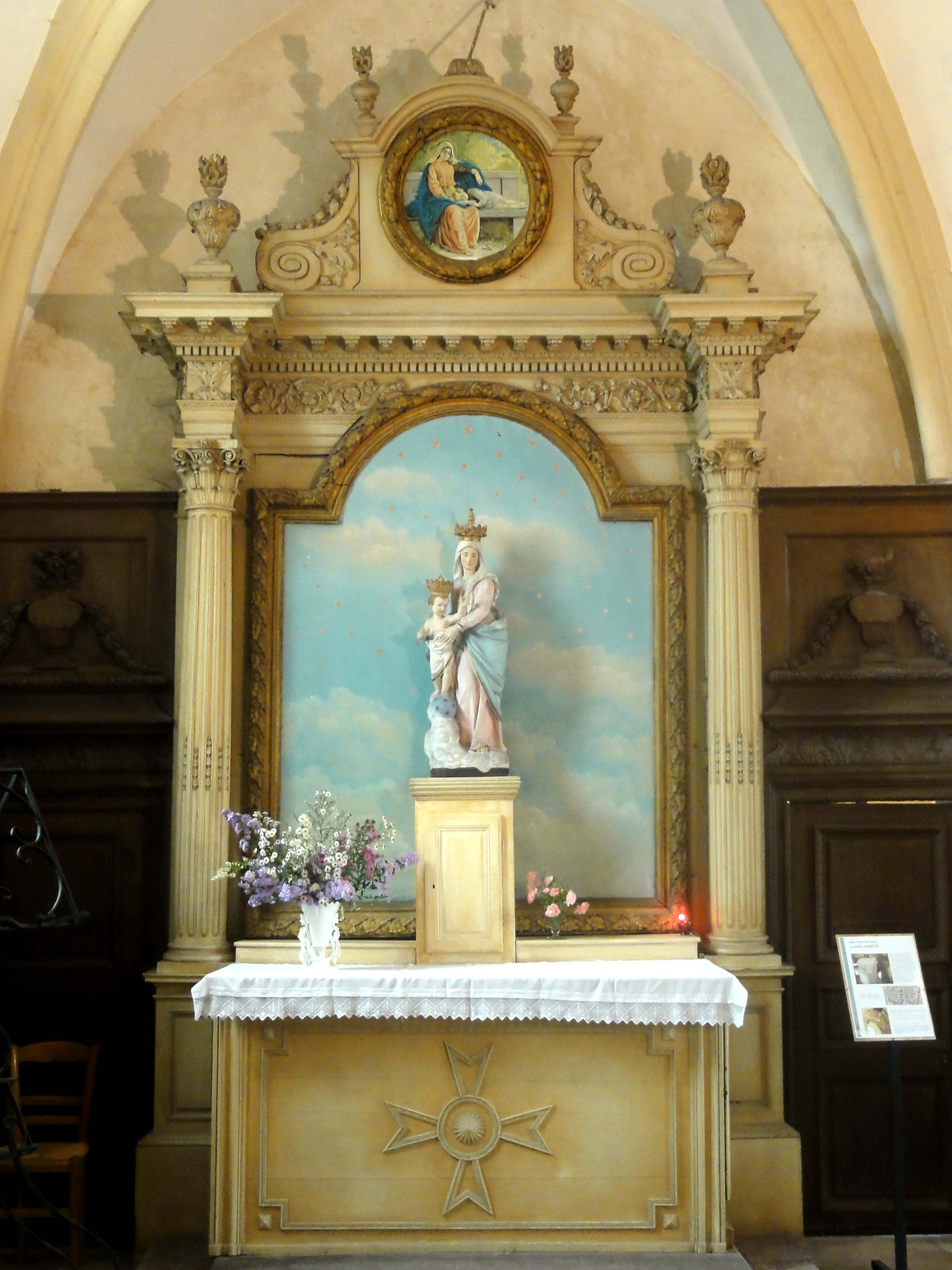
Retable de la Vierge.

- Le Christ en croix en bois polychrome au nord du chœur est une œuvre de bon niveau, et avec le saint Pierre provenant du portail du collatéral, il représente l'unique statue ancienne conservée dans l'église. Les autres sont en effet sulpiciennes.
- En plus de la clôture du chœur en fer forgé, l'église possède un lutrin en fer forgé, qui semble être l'œuvre du même artisan, et se distingue par la légèreté de sa structure.
- Le retable majeur est d'un style voisin de son homologue du collatéral, mais de dimensions supérieures, et il arbore des pilastres en lieu et place des colonnes. Les boiseries n'ont pas été peintes, ce qui fait mieux ressortir le tableau de retable avec son cadre doré, qui représente le sujet fréquemment interprété de « La remise des clés à saint Pierre » ou « L'investiture de saint Pierre » (Mt 16,18-19), ici copié d'après le célèbre tableau d'Ingres (Montauban, musée Ingres). L'ordonnancement des boiseries s'établit comme suit. Des chutes de fleurs en dessous de deux têtes de chérubin flanquent le tableau. Ensuite, à gauche et à droite, une paire de pilastres corinthiens cannelés encadre un médaillon sculpté d'un arrangement floral en bas-relief, et des panneaux à fenestrages. Des ailerons baroques épaulent les pilastres aux deux extrémités. Ils sont assemblés de quatre planches, ce qui nuit à l'effet, et l'exécution un peu rustique de leur sculpture donne à penser qu'il s'agit de la création d'un artisan du village[5]. Chaque paire de pilastres supporte un entablement complet avec frise de rinceaux et corniche de denticules. Le sculpteur a renoncé à la tentation de la surabondance du décor, qui s'observe sur l'entablement du retable de la Vierge. L'entablement est couronné de quatre pots-à-feu positionnés au-dessus des pilastres. Dans son ensemble, le retable est une œuvre assez conventionnelle de bon goût.
- La dalle funéraire à effigies gravées de Blouet dit Tristan, écuyer, seigneur d'Oigny-en-Valois et de Marguerite la Blouette son épouse, date de 1410 et est de dimensions exceptionnelles : elle mesure 300 cm de hauteur pour 145 cm de largeur. La finesse du décor architecturé gothique gravé est également exceptionnelle ; Eugène Müller dit que « nous avons plus d'une fois noté qu'une école de tombiers, d'un goût artistique parfois considérable, multipliait jadis sur le sol de nos églises ou exportait au loin des représentations d'une originalité intense et d'une exécution serrée [...] Le défunt est représenté en costume militaire du XVe siècle, en plaques de fer avec large ceinturon de cuir et métal où s'enchevêtrent les initiales des époux T .B. ». Un chien repose à ses pieds. L'inscription en écriture gothique est portée sur le pourtour, et s'est partiellement effacée sous l'effet de l'usure : « ... blouet dit Tristan, dernier (escuier), seigneur de Oigny qui (ou lequel) trespassa le mercredi 5e jour de juillet l'an de grâce mil CCCC. Priez que Dieu lui fasse pardon. Cy gist damoiselle Marguerite la Blouette, sa femme, laquelle trespassa le ... jour du mois de ... l'an de grace mil CCCC »[8],[13].
- La plaque funéraire en forme de losange de Guillaume Dubie date de 1587, et mesure 70 cm de côté. L'espace triangulaire à chacun des quatre angles est gravé d'un décor de rinceaux, de végétaux et de fruits, autour d'une tête d'angelot (en bas et à gauche) ou d'une tête de mort. Le carré central porte une inscription en caractères gothiques : « Cy gist [...] personne Guillaume Dubie laboureur demeurant à Bouville lequel decedda le XXIIIIe jour de mars mil Ve IIIxx et VII priez Dieu pour son âme »[14].
- Seulement une cloche a survécu à la Révolution. Auparavant il devait y en avoir deux autres, car la voûte sous le clocher est percée de trois orifice pour le passage des cordes, et les comptes de la fabrique de la fin de l'Ancien Régime mentionnent une petite, une moyenne et une grosse cloche. La cloche survivante est très ancienne, et a été baptisée en 1581 au nom de Parette par Antoine Bouchel, vicaire de Duvy, et Robert Greffin, seigneur du lieu. C'est probablement la plus grosse des cloches[15].

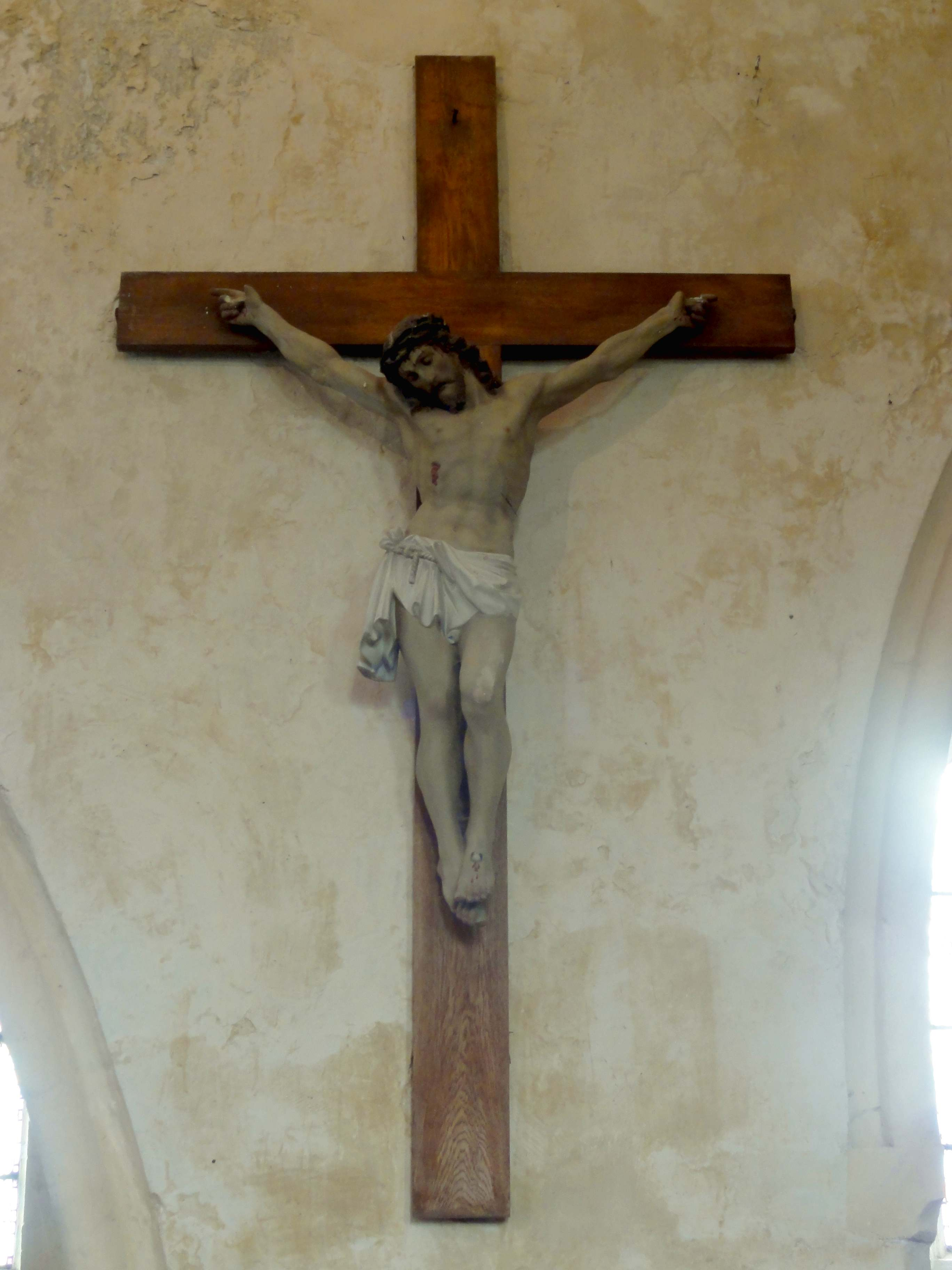
Christ en croix.
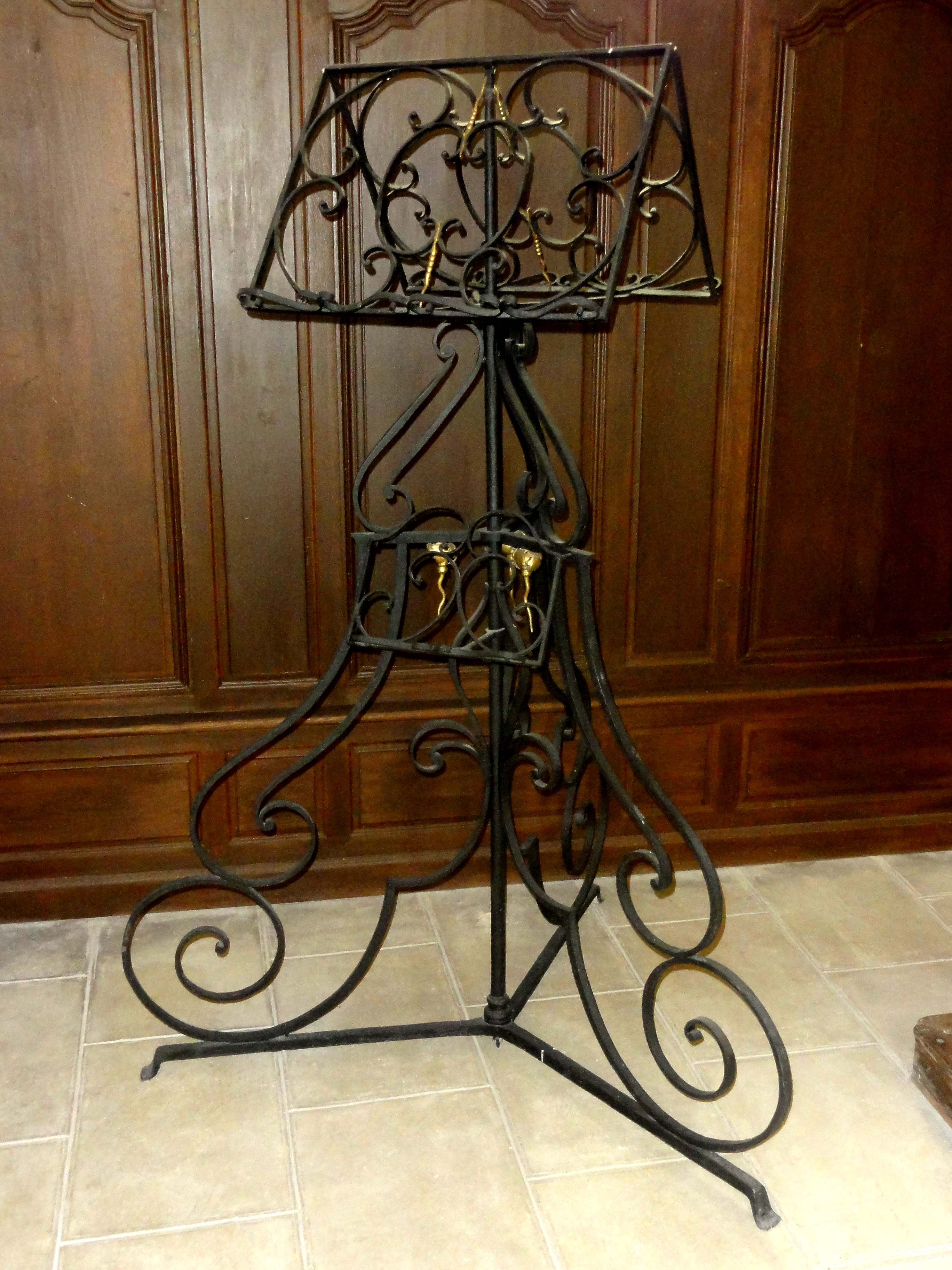
Lutrin en fer forgé.
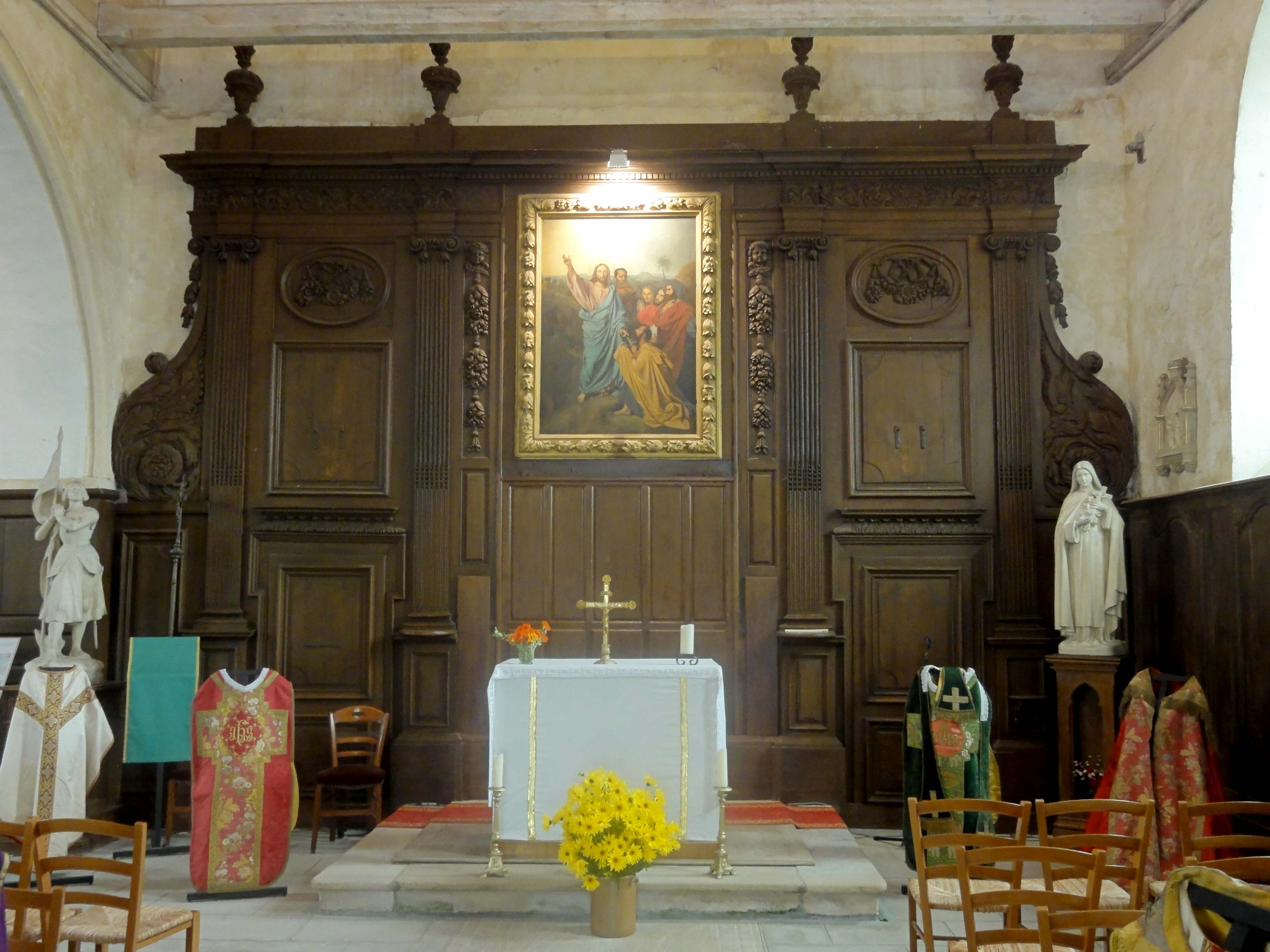
Retable majeur.
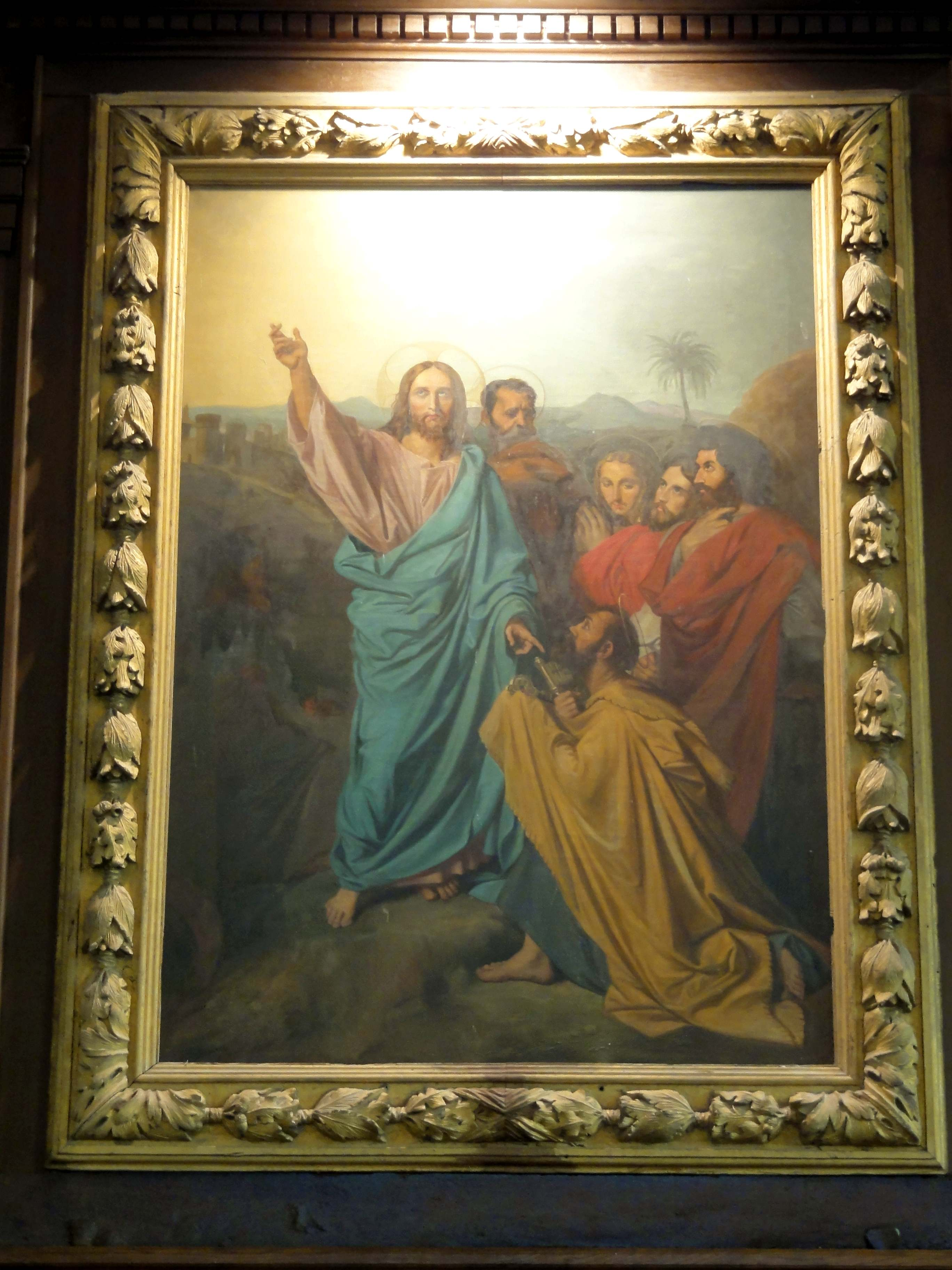
La remise des clés à Saint Pierre.
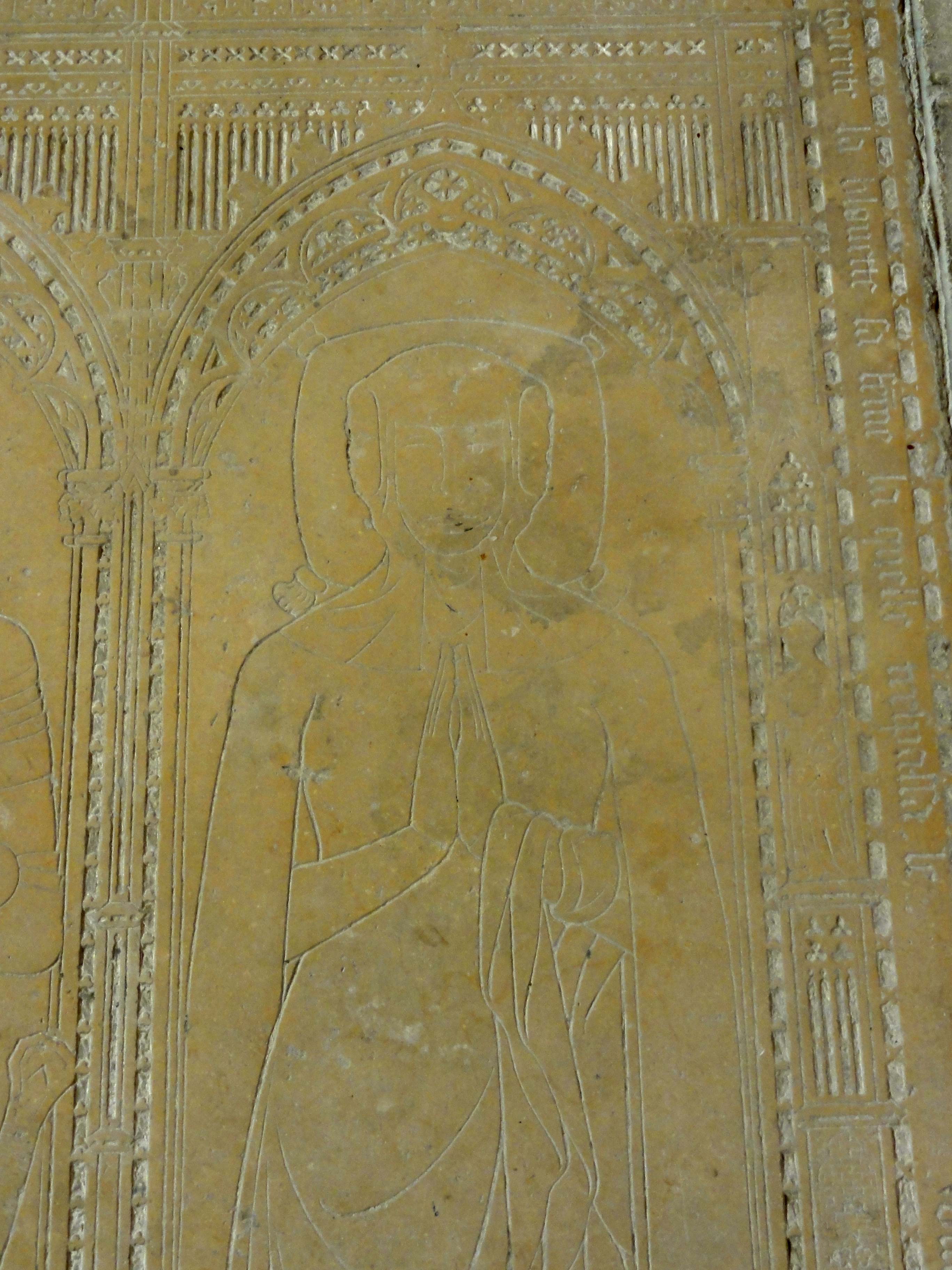
Dalle funéraire de Blouet dit Tristan, détail.
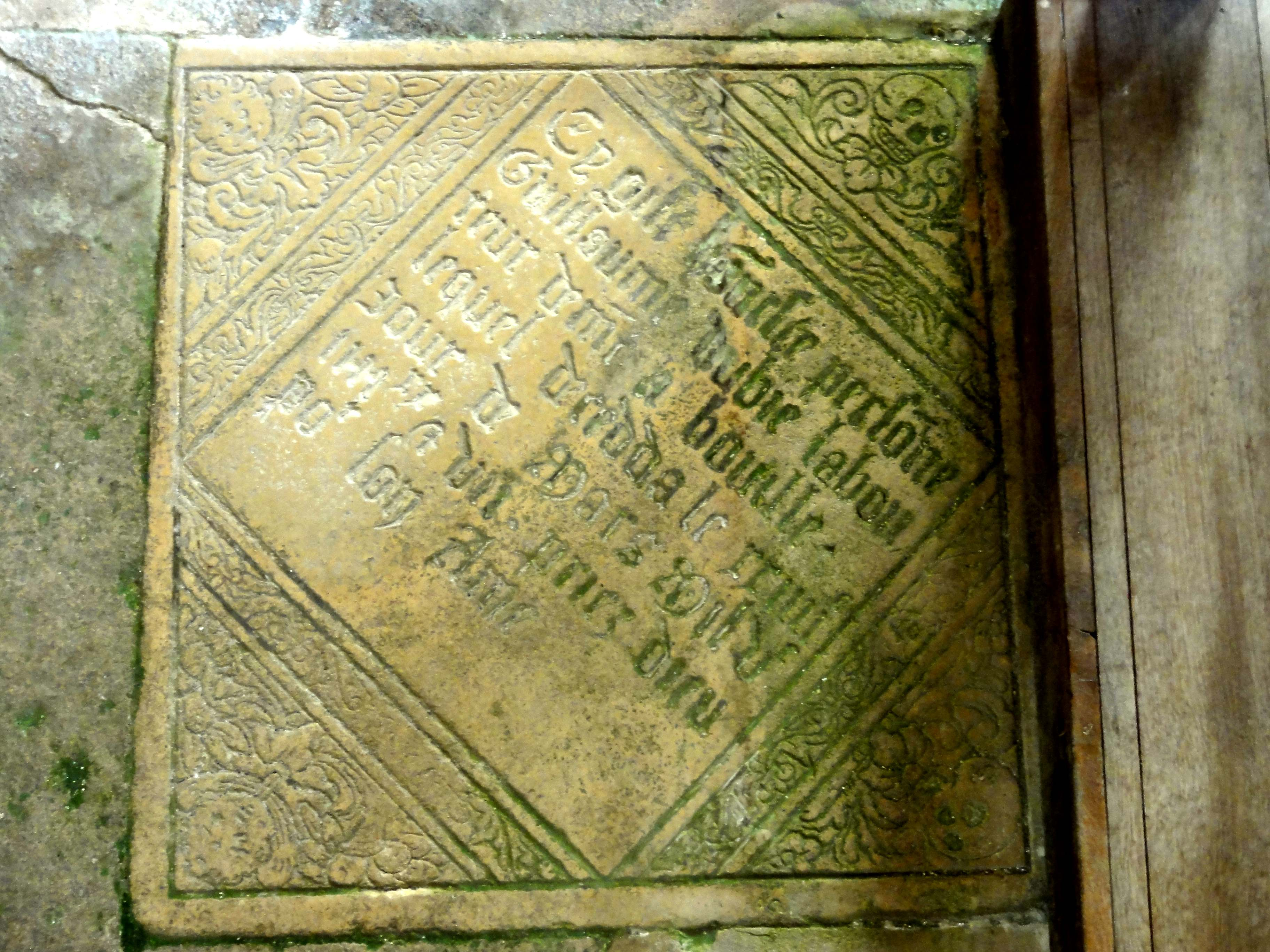
Plaque funéraire de Guillaume Dubie.